# Kloster Einsiedeln
Das Kloster Einsiedeln (lateinisch Abbatia territorialis Sanctissimae Virginis Mariae Einsiedlensis) mit seiner Abtei- und Kathedralkirche Maria Himmelfahrt und St. Mauritius ist eine exemte Benediktinerabtei in der Gemeinde Einsiedeln im Kanton Schwyz. Es handelt sich aufgrund seiner Bedeutung als grösster Wallfahrtsort des Landes und seiner prägnanten Architektur um den berühmtesten Barockbau der Schweiz; die Abtei ist zudem eine bedeutende Station auf dem Jakobsweg. Die Schwarze Madonna von Einsiedeln in der Gnadenkapelle ist Anziehungspunkt für rund 800'000 Pilger und Touristen pro Jahr. Die Gemeinschaft der Benediktinermönche zählt rund 40 Mitglieder. Das Kloster ist nicht Teil einer Diözese, sondern hat den Status einer Territorialabtei.
Seit seiner Gründung im Jahre 1130 gehört das Benediktinerinnenkloster Fahr bei Zürich zur Abtei Einsiedeln. Dadurch ist der Abt von Einsiedeln auch derjenige des Klosters Fahr. Sie bilden zusammen das weltweit einzige noch erhalten gebliebene Doppelkloster im Benediktinerorden.

## Geschichte

### Von der Meinradszelle zur Reichsabtei

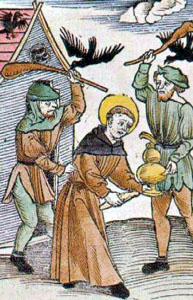
Meinrad mit den Mördern und den beiden Raben

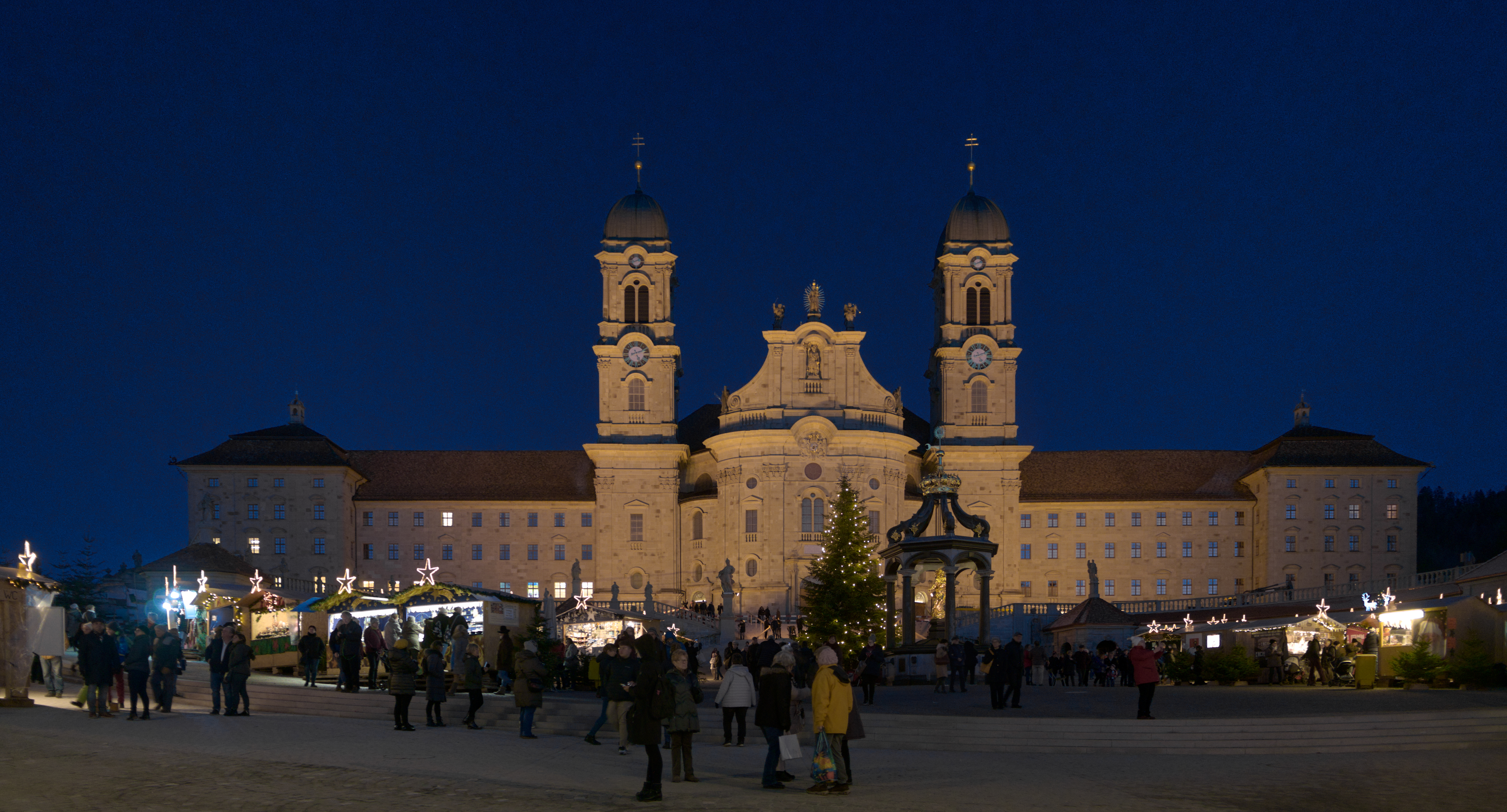
Kloster Einsiedeln und Weihnachtsmarkt in der Nacht

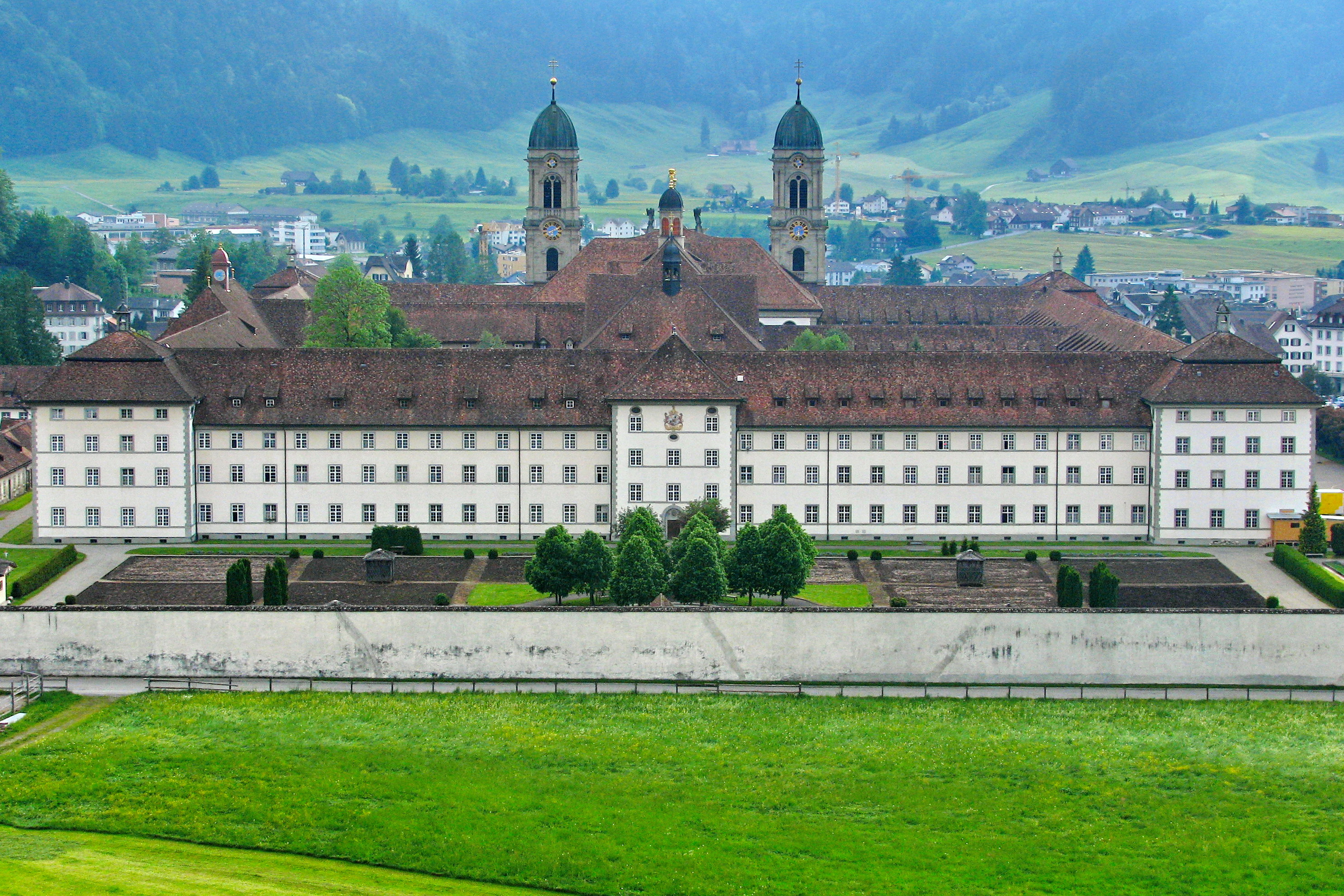
Kloster Einsiedeln Blick von Osten im Sommer

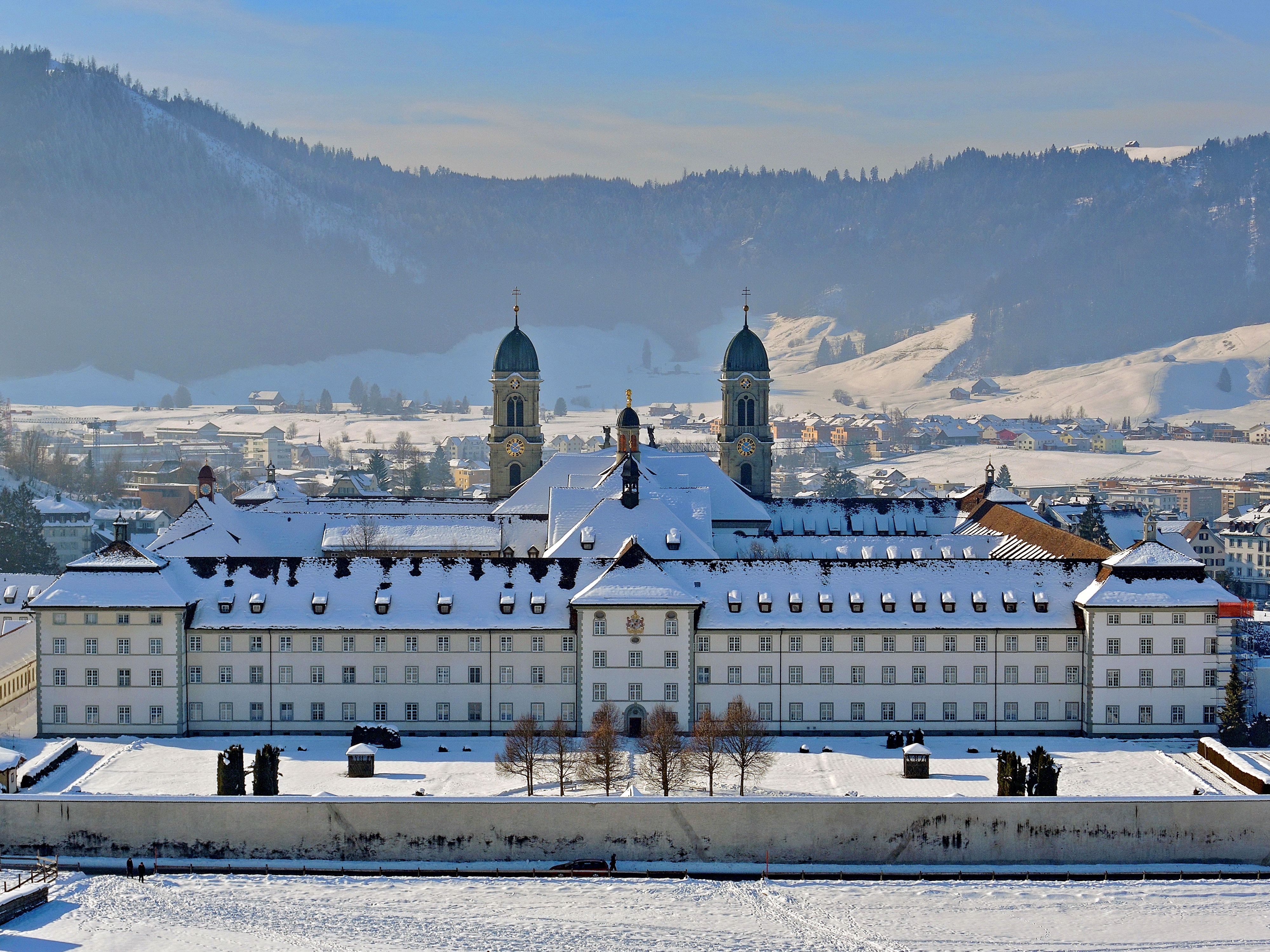
Kloster Einsiedeln Blick von Osten im Winter

Fahne der Abtei Einsiedeln in Gedenken an die Raben des heiligen Meinrad

Im Jahr 828 zog sich der Benediktiner Meinrad vom Kloster Reichenau als Einsiedler auf den Etzelpass zurück. An einem abgelegenen Ort baute er sich 835 eine neue Klause mit einer kleinen Kapelle. Dieser Ort lag etwas südlicher, mitten im Finstern Wald. Der Legende nach wurde Meinrad dort von Menschen aufgesucht, welche seinen Rat und Trost erbaten und ihm dafür Gaben überliessen. Am 21. Januar 861 soll er von Landstreichern überfallen und ermordet worden sein. Daraufhin sollen zwei Raben die Mörder verfolgt und vor Gericht geführt haben, wo sie unter dem Vorsitz des Grafen Adalbert des Erlauchten zum Tod auf dem Scheiterhaufen verurteilt wurden. Aus diesem Grund sind auf den Wappen von Kloster und Dorf Einsiedeln zwei Raben abgebildet. Seine Leiche wurde auf der Reichenau bestattet, das Herz auf dem Etzel begraben.
Über 40 Jahre später wurde die Meinradszelle wieder zum Anziehungspunkt für Einsiedler. Unter ihnen war auch Benno, der kurze Zeit Bischof von Metz war. Sie liessen sich 906 bei der Zelle nieder und machten die Gegend urbar.
934 wurden die Einsiedler durch Eberhard, einen Dompropst aus Straßburg, zu einer Gemeinschaft zusammengefasst, der er die Regel des heiligen Benedikt gab. Eberhard, der erste Abt, verfügte über Eigenleute, welche die erste Bevölkerung des Hochtals bildeten.
Die Gründung des Stifts wurde am 27. Oktober 947 durch König Otto I. bestätigt und ging mit einer üblichen Schenkung von Land einher. Zur Schenkung Ottos I. gehörte auch die Insel Ufenau, die zu diesem Zeitpunkt dem Damenstift Säckingen gehörte. Das Damenstift wurde dafür mit anderen Besitzungen entschädigt. Das Stift Einsiedeln erhielt ausserdem die freie Abtwahl und Immunität. Im Jahr 948 wurde die erste Abteikirche zu Ehren Marias und des heiligen Mauritius geweiht.
Unter den ersten Äbten entwickelte sich die Einsiedler Mönchsgemeinschaft zu einem weitherum als vorbildlich bekannten Benediktinerkloster. Dafür spricht die Tatsache, dass zahlreiche Mönche als Äbte in andere Klöster oder auf Bischofsstühle gerufen werden.

### Hoch- und Spätmittelalter
Kaiser Heinrich II. schenkte während seines fünfwöchigen Aufenthaltes in der Pfalz in Zürich am 2. September 1018 auf Bitten des Abtes Wirund dem Kloster den 229 km² großen um die Abtei gelegenen Finstern Wald zur Nutzung. Er hatte als Förderer der Kirche und der Klöster bereits am 5. Januar desselben Jahres in seiner Pfalz in Frankfurt dem Kloster die althergebrachten Besitzungen und die Immunität bestätigt. Die Aufsicht, auch die Vertretung des Klosters in Rechtsfragen, übernahm jeweils ein Schirmherr. Zu diesen zählten die Nellenburger, die Rapperswiler und die Herren von Uster. Schliesslich gingen diese einträglichen Rechte an die Habsburger über.
Nach dem ersten Klosterbrand von 1029 wurde von 1031 bis 1039 eine dreischiffige Basilika mit einer Krypta errichtet, welche die Grundform für den späteren Barockbau vorgab. Die Grundsteinlegung für den Neubau fand am 10. Mai 1031 statt. Am 13. Oktober 1039 wurde die Klosterkirche durch Abt Berno wieder eingeweiht. Berno dichtete und komponierte eigens für den Festtag das Festoffizium zu Ehren des heiligen Meinrad, das heute noch in der gleichen Fassung von den Benediktinern in Einsiedeln gesungen und gebetet wird. Eine zweite Basilika (Unteres Münster) wurde 1230 über dem ummauerten Hof errichtet.
Seit 1114 sind Grenzstreitigkeiten mit den Schwyzern bekannt, die an Hofgerichten in der Regel zugunsten des Klosters entschieden wurden. 1308, nach dem Tod des Habsburger Königs Albrecht I., nahmen die Streitigkeiten wieder deutlich zu. In der Dreikönigsnacht des Jahres 1314 wurde das Kloster im sogenannten Marchenstreit von Schwyzer Bauern überfallen und geplündert. Die Grosszahl der Mönche wurden gefangen nach Schwyz geführt. Der Herzog von Österreich, Leopold I., der Schirmvogt des Klosters Einsiedeln war, griff danach die Innerschweizer an, unterlag ihnen aber 1315 in der Schlacht am Morgarten. Der Konflikt konnte erst 1350 bereinigt werden. Das Kloster verlor damals einen beträchtlichen Teil seines Landbesitzes.
Nach einem Brand im Jahr 1465 wurde das Untere Münster eingewölbt. 1509 und 1577 stand die Kirche erneut in Flammen.

### Frühe Neuzeit

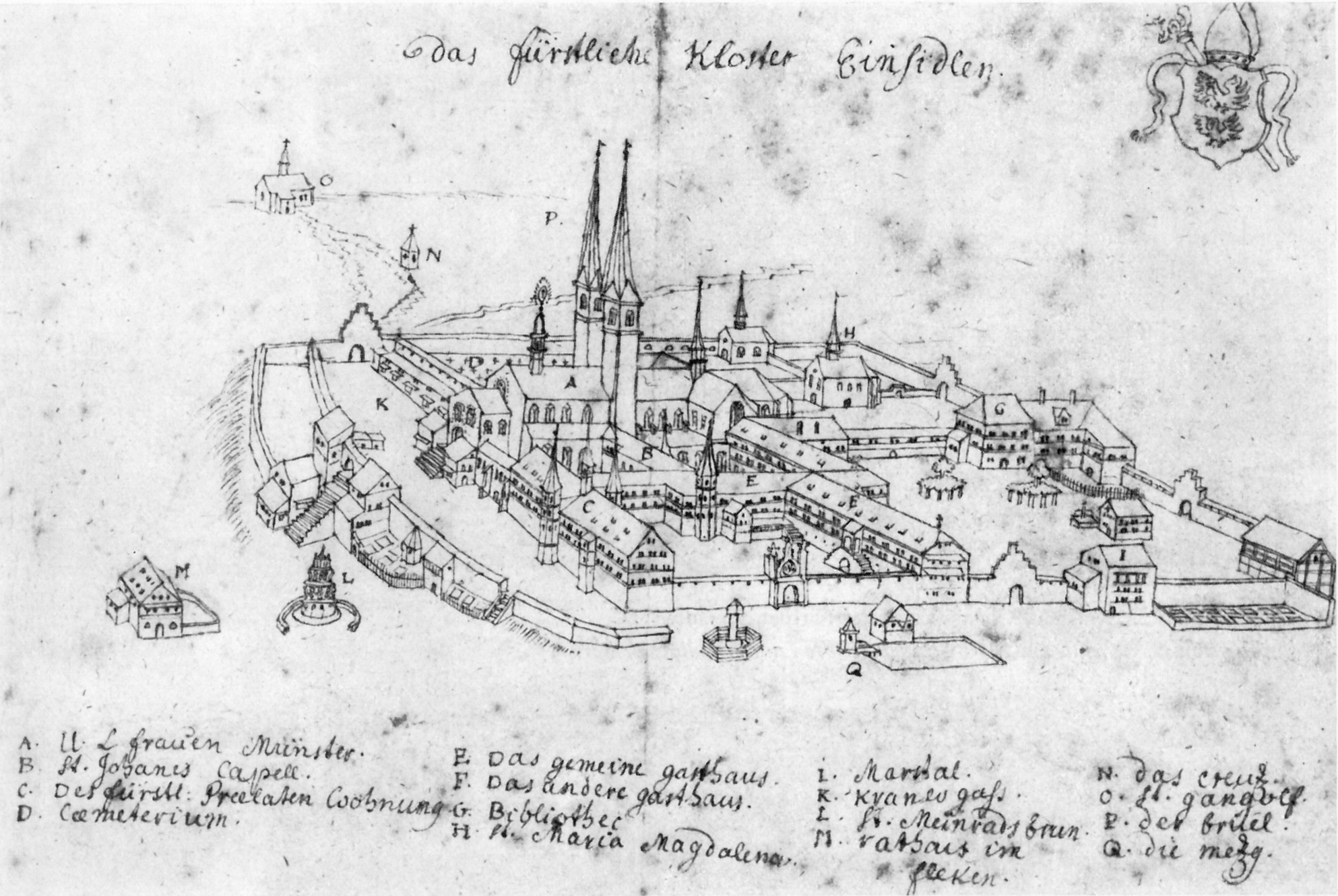
«Das fürstliche Kloster Einsidlen». Ansicht der alten Klostergebäude, 1630
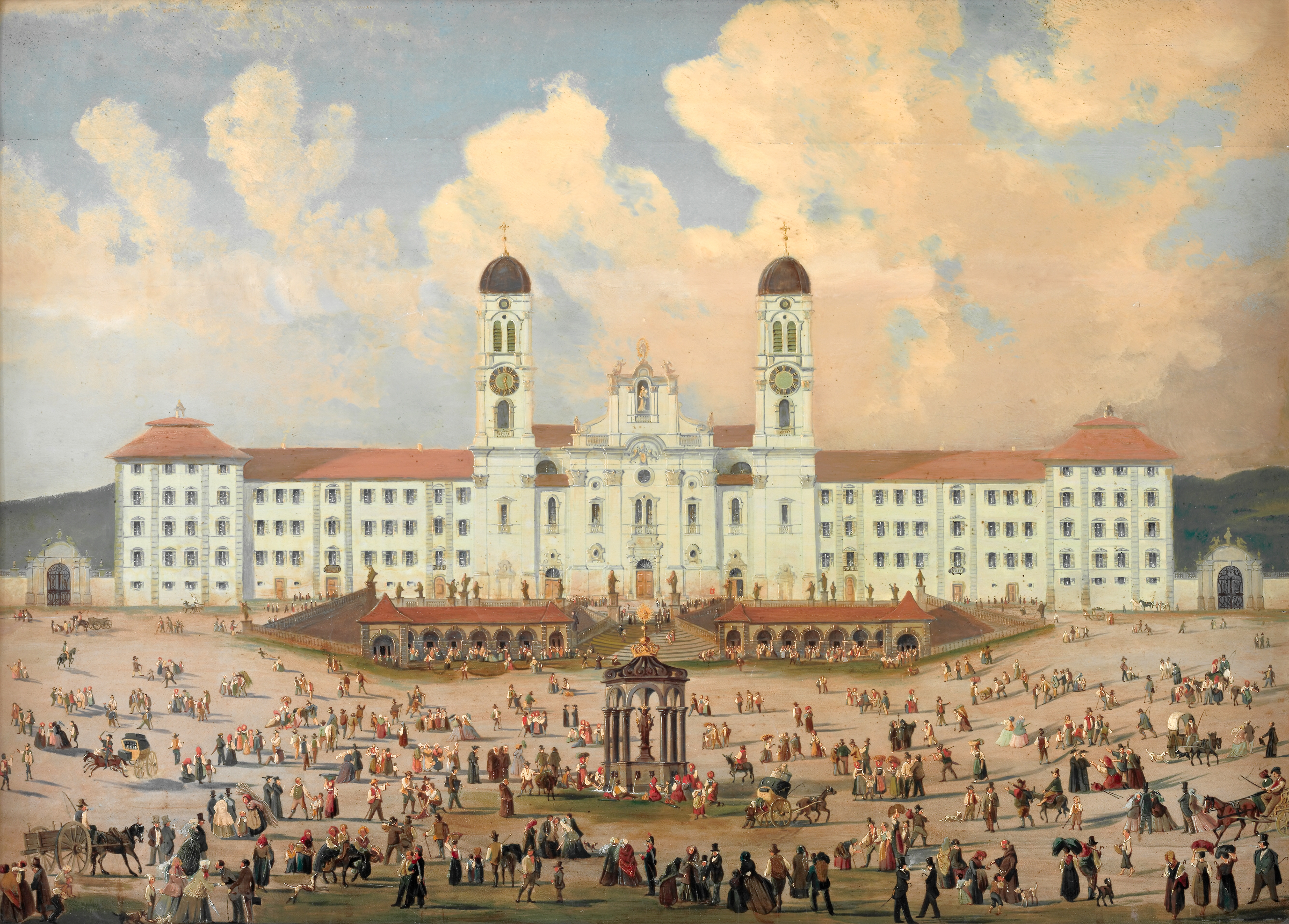
Kloster Einsiedeln, 1840
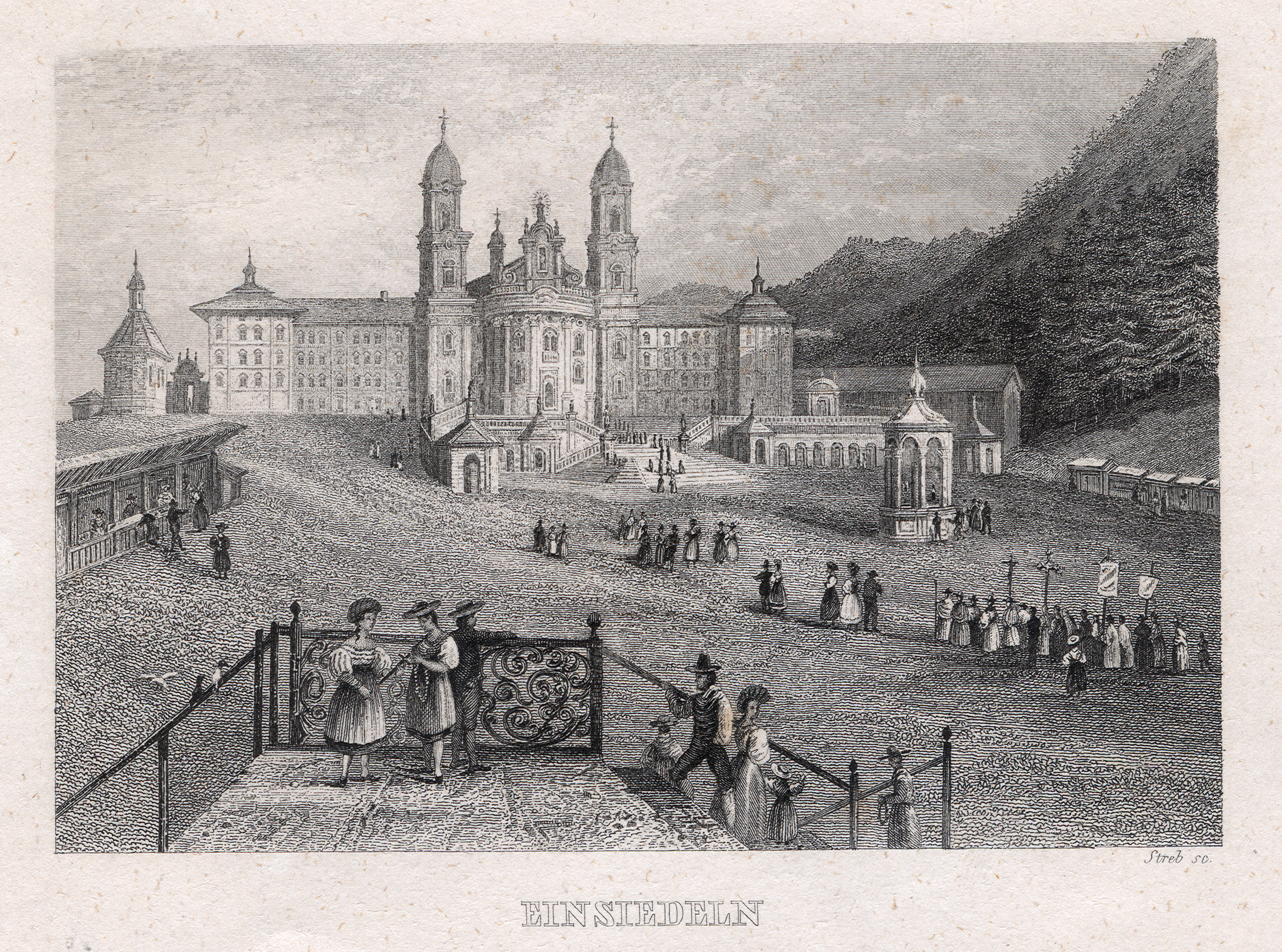
Einsiedeln, Stahlstich von Streb, um 1850

Huldrych Zwingli war von 1516 bis 1518 als Leutpriester im Kloster beschäftigt, bewusst als geschätzter Humanist in dieses Amt geholt. Diebold von Geroldseck, einer der letzten Mönche des Klosters, verliess 1525 Einsiedeln und schloss sich der Zürcher Reformation an (er sollte 1531 in der Schlacht von Kappel an der Seite Zwinglis fallen), sodass der greise Abt Konrad III. von Hohenrechberg nunmehr der einzige Konventuale des Stiftes war. Seit dem 13. Jahrhundert hatte man nur noch Söhne aus adligen Familien in die Gemeinschaft aufgenommen, was zu einer kontinuierlichen Abnahme der Zahl der Mönche führte. Die Schwyzer beriefen im Sommer 1526 aus dem Kloster St. Gallen einen neuen Abt, Ludwig II. Blarer von Wartensee, der jedoch erst 1533 von Rom als rechtmässig anerkannt wurde, da die Schwyzer zu diesem Eingriff gemäss Kirchenrecht nicht berechtigt gewesen wären. Der neue Abt nahm die ersten Bürgerlichen in das Kloster auf und belebte es so wieder. Besonders Abt Joachim Eichhorn († 1569) machte sich um den Wiederaufbau des Klosters in geistlicher und materieller Hinsicht verdient, sodass er als zweiter Gründer des Klosters gilt. Er nahm auch als einziger Konzilsvater aus dem deutschsprachigen Raum am Konzil von Trient teil.
Im späten 17. und im beginnenden 18. Jahrhundert erhielt das Kloster sein jetziges Aussehen. Der Chor und die Beichtkirche entstanden 1674–1684 unter Leitung des Architekten Hans Jörg Kuen. Nachdem das Gebäude trotz regelmässigen Erweiterungen zu klein für die wachsende Gemeinschaft geworden war, wurde am 31. März 1704 der Grundstein für den Klosterneubau gelegt, der nach den Plänen von Bruder Caspar Moosbrugger errichtet wurde. Sein Bruder, der Baumeister Johann Moosbrugger, wurde mit den Bauarbeiten beauftragt. Die Innenausstattung übertrug man den Gebrüdern Cosmas Damian Asam und Egid Quirin Asam, zusammen mit weiteren bedeutenden Künstlern. 1734 wurde der Barockbau der Kirche vollendet, und unter Abt Nikolaus Imfeld wurde die Kirche am 3. Mai 1735 geweiht.
In den 1770/1780er Jahren zeigte sich eine Reihe von Einsiedler Konventualen unter der Patronage von Abt Marian Müller offen für verschiedene Anliegen der katholischen Aufklärung und setzte sich beispielsweise für Verbesserungen im Volksschulwesen sowie für die Hebung der allgemeinen Wohlfahrt ein. Auch die Pflege ökumenischer Beziehungen war ihnen wichtig.

### 19. und 20. Jahrhundert

Kloster Einsiedeln,
Foto: Bruno Wehrli, 1909

Als die französischen Revolutionstruppen Anfang Mai 1798 Einsiedeln erreichten, flohen Abt Beat Küttel und die übrigen Mönche des Klosters. Die Gnadenkapelle wurde von den Besatzern zerstört, das Gnadenbild jedoch konnte durch die Mönche unter Leitung des späteren Abtes Konrad Tanner gerettet werden. Am 17. September desselben Jahres wurde das geplünderte Stift zum Staatseigentum erklärt. Durch die sogenannte Mediationsakte erhielten am 19. Februar 1803 die Geistlichen das Kloster wieder zurück, nachdem die Ersten von ihnen bereits 1801 wieder nach Einsiedeln zurückgekehrt waren. Die Gnadenkapelle wurde allerdings erst 1815–1817 mit den erhaltenen Teilen der alten Bausubstanz im klassizistischen Stil wiederaufgebaut.
Im Laufe der Jahrhunderte gründeten Einsiedler Mönche unzählige Tochterklöster, darunter 1854 St. Meinrad (Indiana/USA) und 1948 Los Toldos (Argentinien), die ihrerseits wiederum Neugründungen vornahmen.
Einen Höhepunkt bildete der Besuch von Papst Johannes Paul II. im Sommer 1984, der am 15. Juni die feierliche Weihe des neuen Hochaltares im Unteren Chor vornahm.

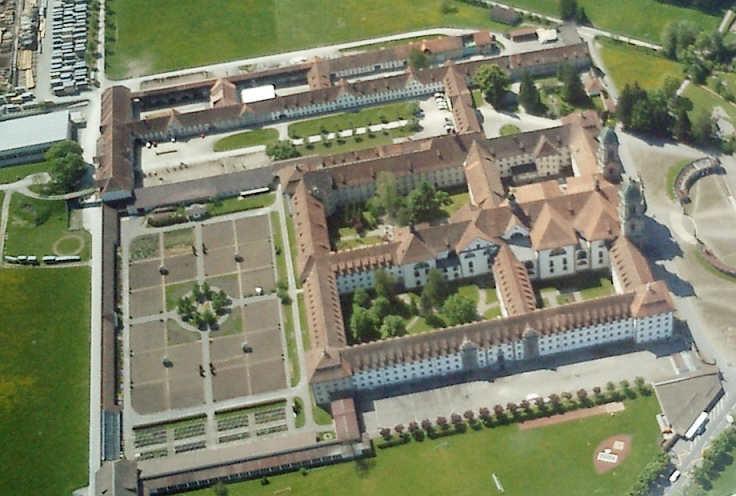
Luftaufnahme
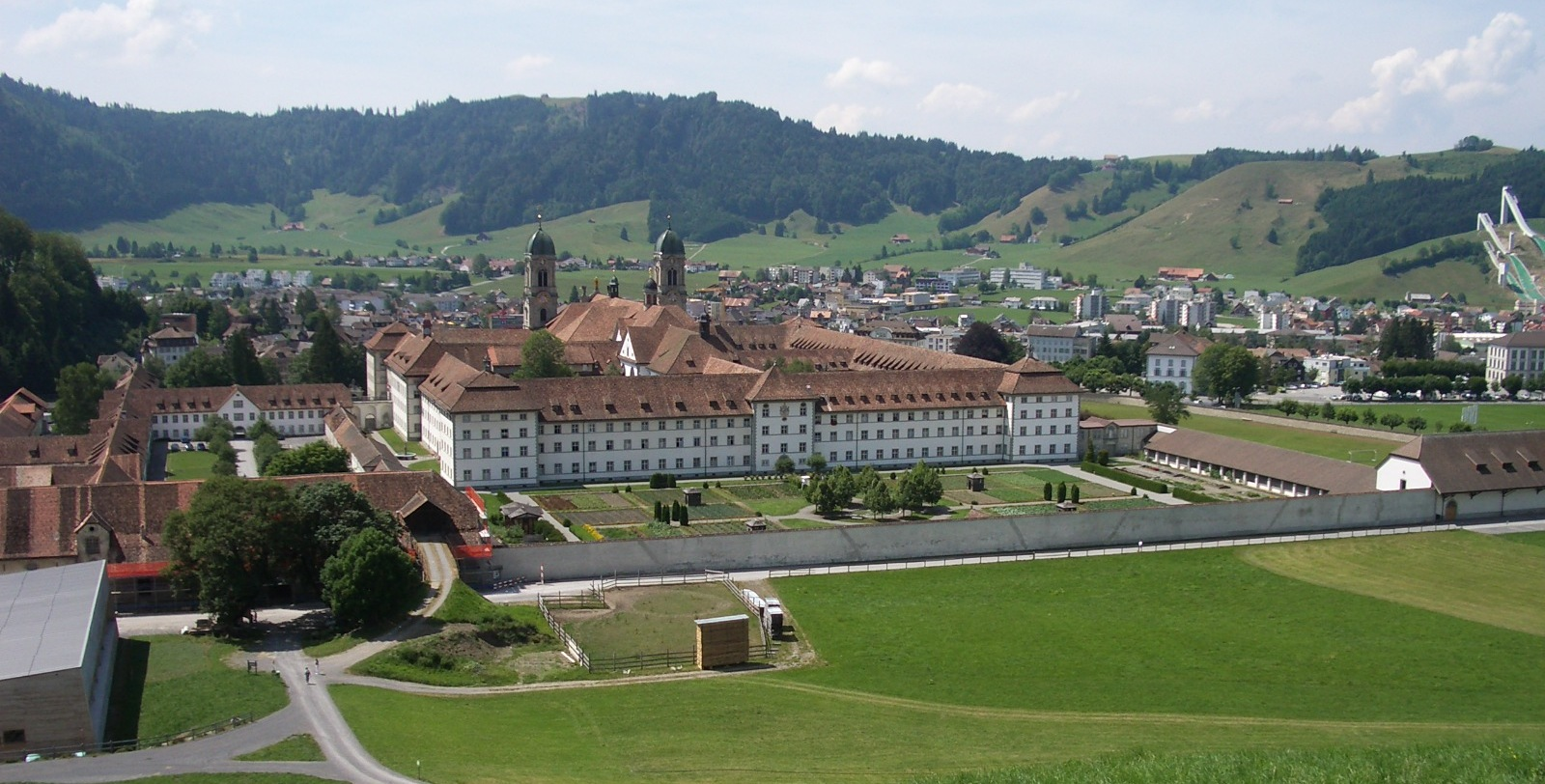
Blick von Osten auf die Klosteranlage

## Wallfahrt
Seit dem 14. Jahrhundert fanden belegbar Marienwallfahrten nach Einsiedeln statt. Während des Spätmittelalters kamen die Pilger sogar aus Norddeutschland und den Niederlanden. Einen Rückgang der Pilgerströme erlebte das Kloster nur zur Zeit der Reformation, in der zweiten Hälfte des 16. Jahrhunderts wurde Einsiedeln erneut zum religiösen Mittelpunkt der Schweizer Katholiken. Seit Ende des 19. Jahrhunderts erlebte die Wallfahrt einen weiteren Aufschwung, vor allem im Kontext des Kulturkampfes sowie durch den Anschluss an das Eisenbahnnetz. Einsiedeln wurde so zum religiösen Zentrum der katholischen Schweiz.

### Einsiedler Muttergottes

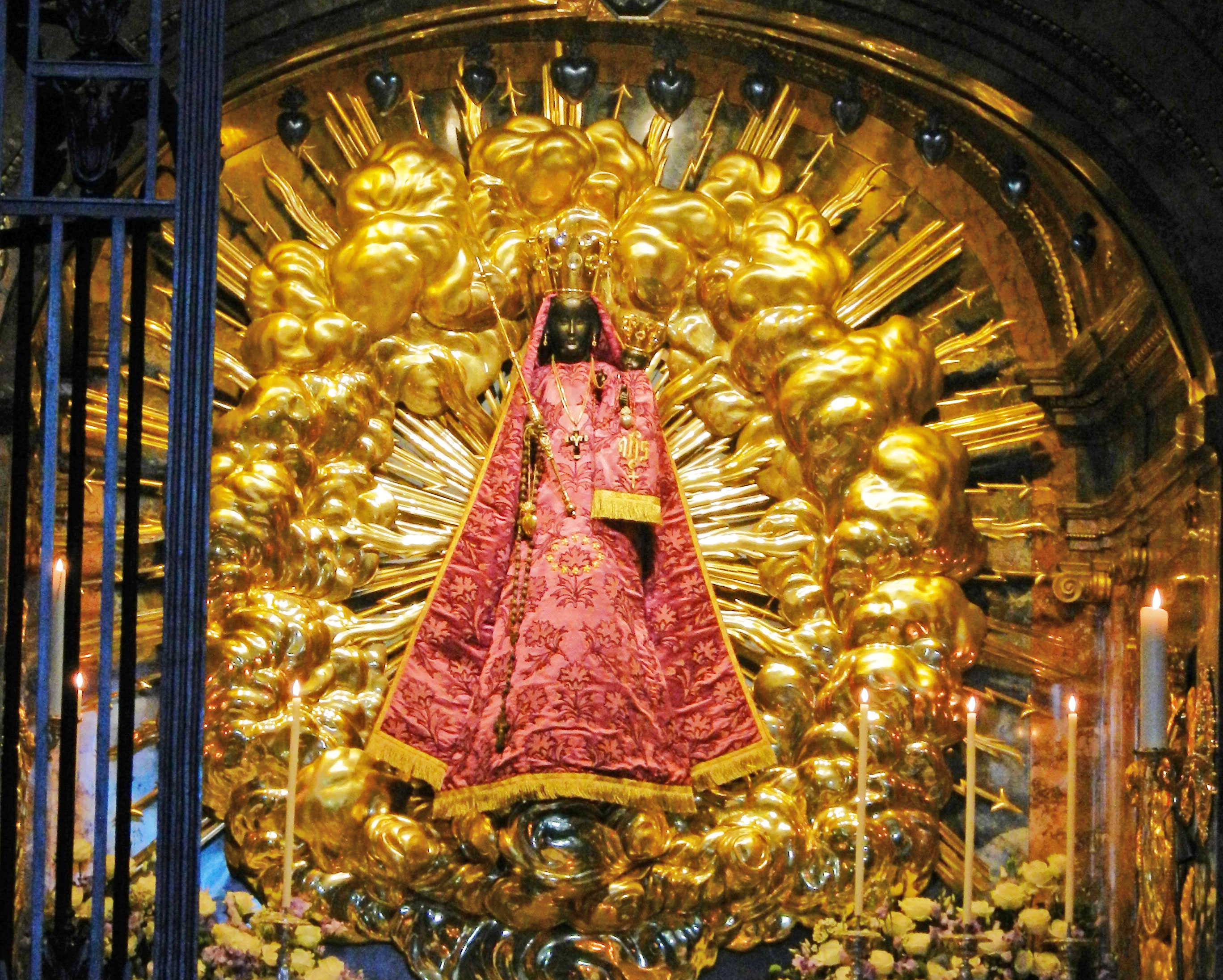
Schwarze Madonna von Einsiedeln in einem Kleid von 1781

Die Schwarze Madonna von Einsiedeln ist ein spätgotisches Gnadenbild aus der Mitte des 15. Jahrhunderts. Sie ersetzte das ursprünglich romanische Gnadenbild, welches möglicherweise beim Klosterbrand von 1465 zerstört worden war. Zu Beginn des 17. Jahrhunderts erhielt die Statue ein spanisches Gewand in Glockenform. Es wird noch heute regelmässig gewechselt, wobei die Farbe des Kleides der jeweiligen liturgischen Farbe im Kirchenjahr entspricht. Die schwarze Hautfarbe stammt vom Russ der Kerzen und Lampen, die über Jahrhunderte vor der Figur brannten. Als die Statue 1803 nach der Flucht vor den französischen Revolutionstruppen im Vorarlberg restauriert wurde, legte der Künstler die ursprüngliche Farbe frei, bemalte die Figur aber vor der Rückführung nach Einsiedeln mit schwarzer Farbe.

### Engelweihlegende

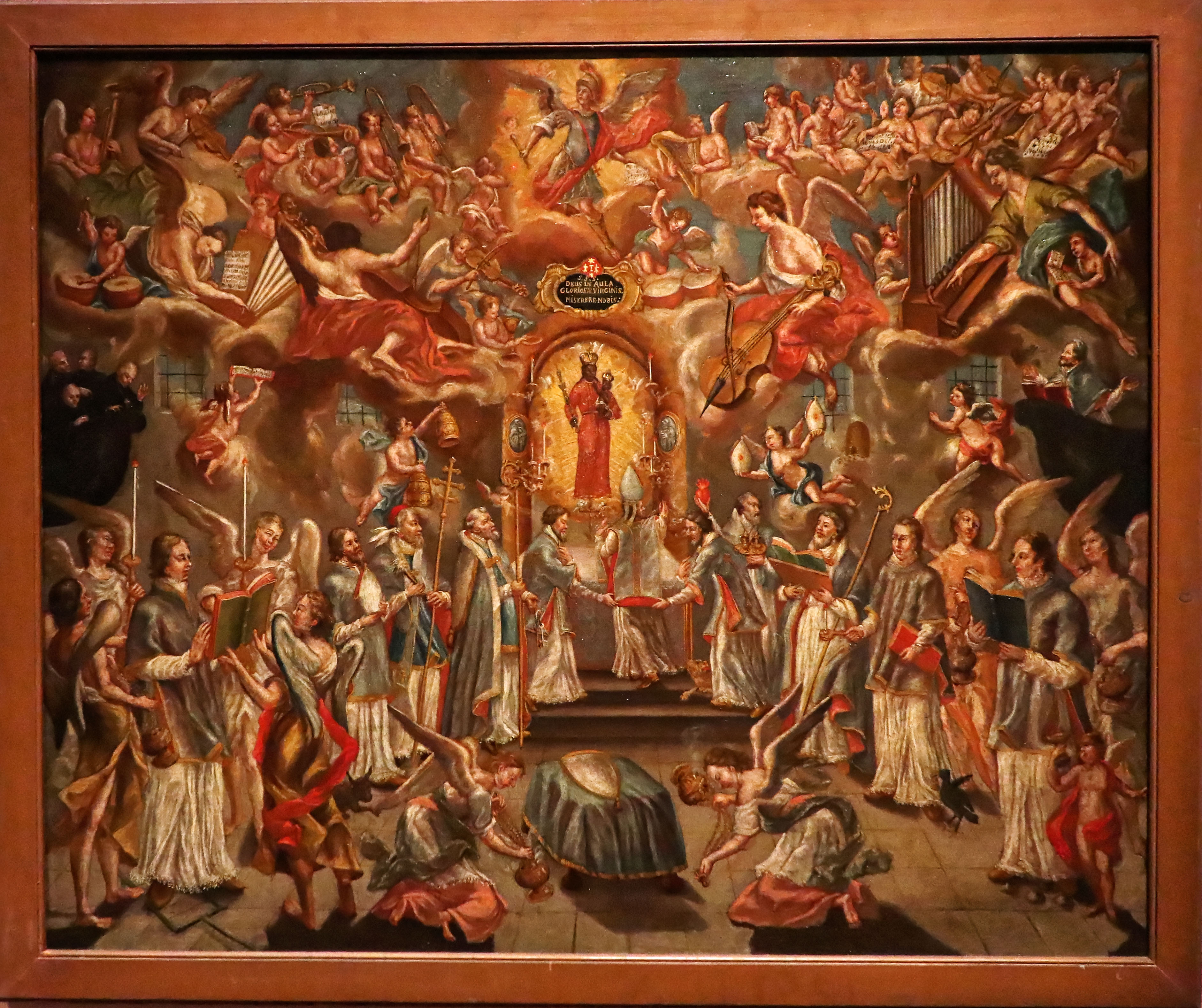
Die wundersame Engelweihe, Künstler unbekannt, Mitte 18. Jahrhundert

Am 14. September 948 soll Christus in Begleitung von Heiligen und Engeln die Kapelle zu Ehren seiner Mutter an der Stelle der Meinradszelle geweiht haben. Diese Legende bildete den Kern der einsetzenden Wallfahrt. Die meisten Pilger besuchten Einsiedeln zum Fest der Engelweihe. Fiel der 14. September auf einen Sonntag, wurde eine 14-tägige Grosse Engelweihe gefeiert. Im Jahr 1466 wurden etwa 150'000 Pilgerzeichen verkauft. 
Noch heute bildet die Engelweihe ein wichtiges Fest in Einsiedeln und ist ein gesetzlicher Feiertag im Bezirk Einsiedeln. Sie stellt die Gnadenkapelle in den Mittelpunkt von besonderen Feierlichkeiten. Die Engelweihe gilt als eines der schönsten kirchlichen Feste der Schweiz. Die nächste Grosse Engelweihe findet am 13. und 14. September 2025 statt. 

## Klosteranlage
Die geschlossene barocke Klosteranlage, wie sie sich heute darbietet, entstand ab 1704, als Abt Maurus von Roll den Grundstein für die neue Klosteranlage nach den Plänen des Einsiedler Laienbruders und Architekten Caspar Moosbrugger aus der Vorarlberger Bauschule legte.

### Stiftsbibliothek

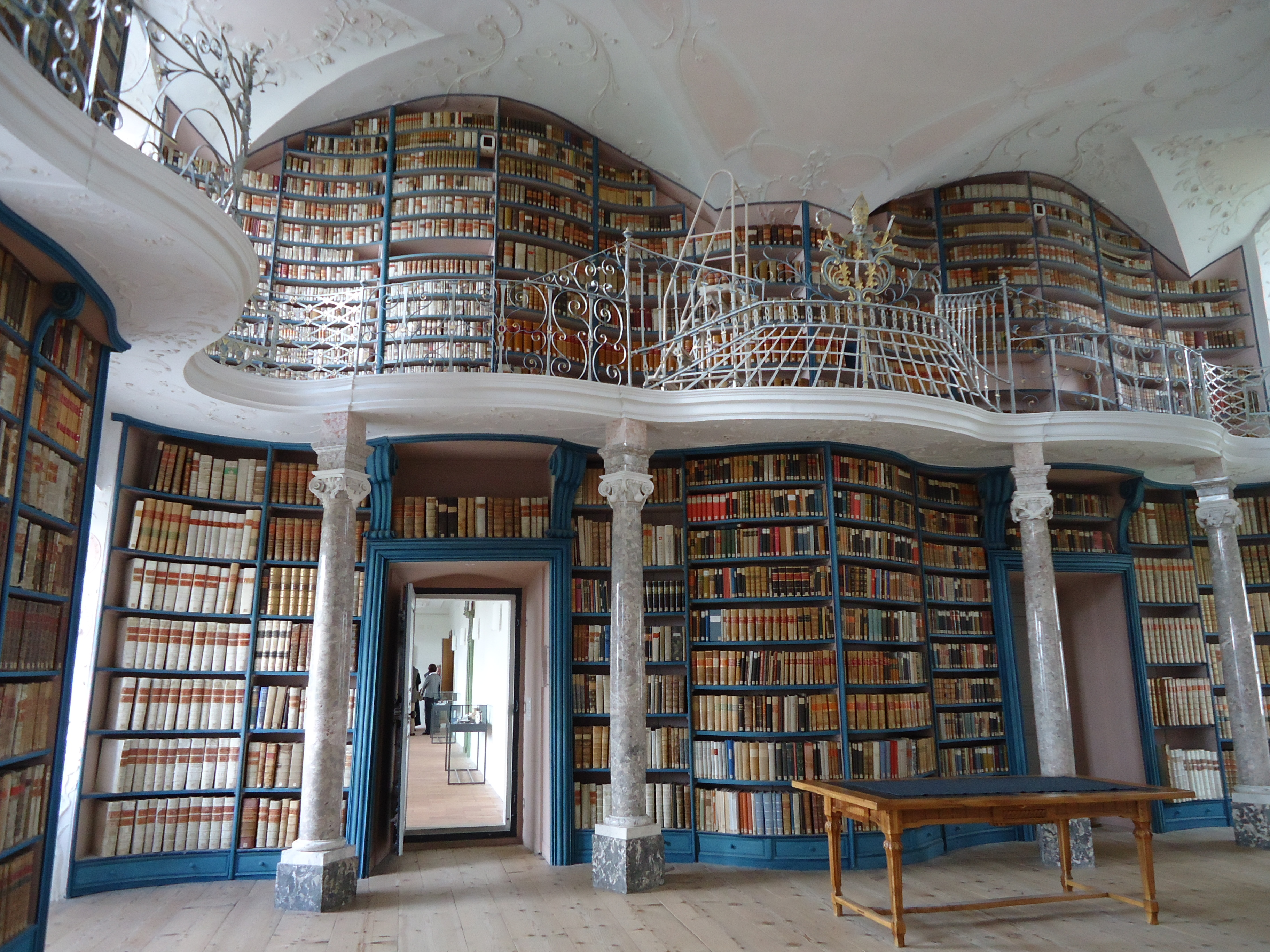
Stiftsbibliothek Kloster Einsiedeln
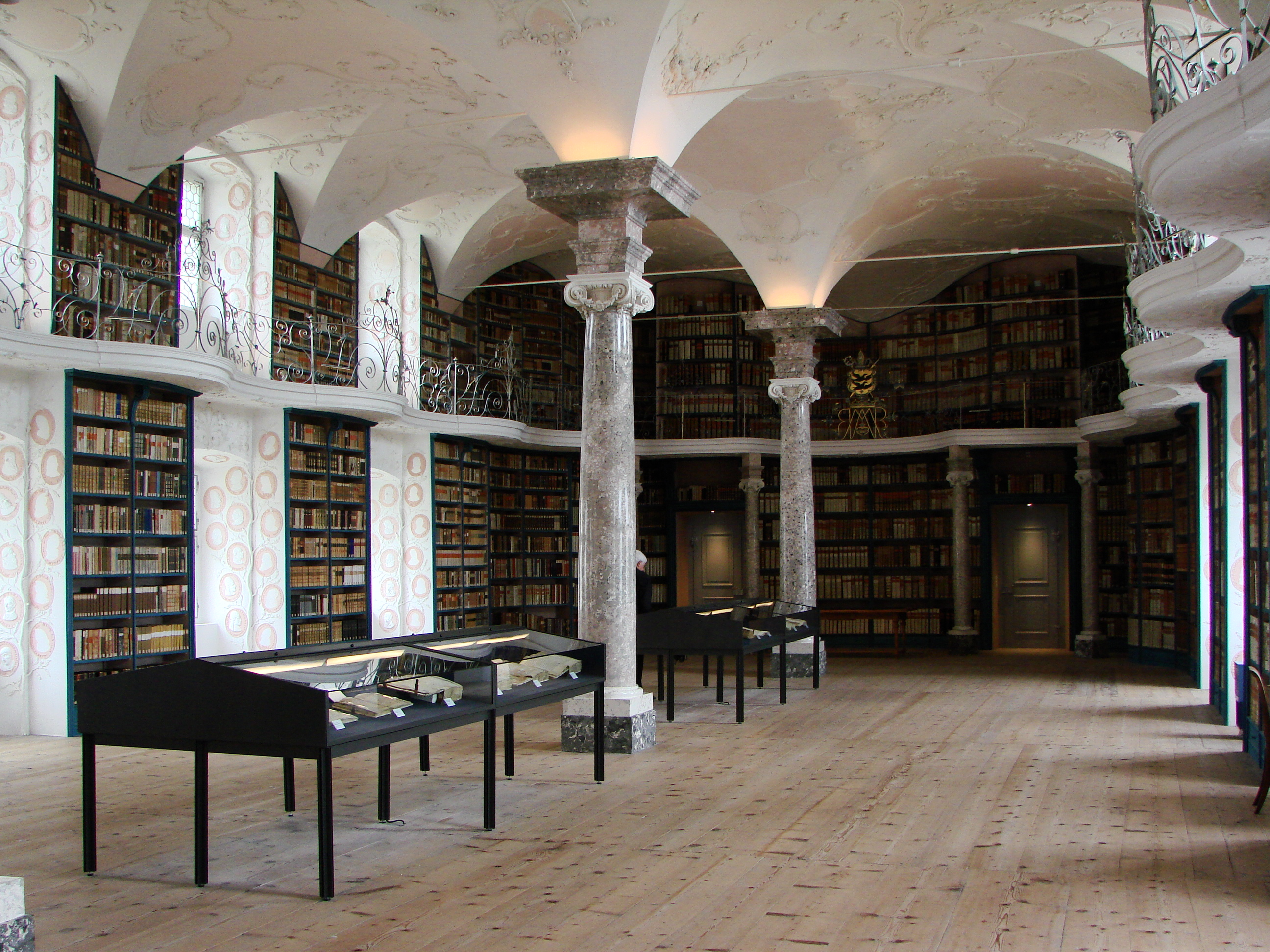
Stiftsbibliothek, zweite Ansicht

Siehe auch: Codex Einsidlensis
Die Stiftsbibliothek des Klosters ist reich an alten Büchern: Sie umfasst etwa 230'000 gedruckte Bücher, 1230 Handschriften und 1040 Bände Inkunabeln und Frühdrucke. Jährlich kommen 500 bis 800 Bücher dazu.

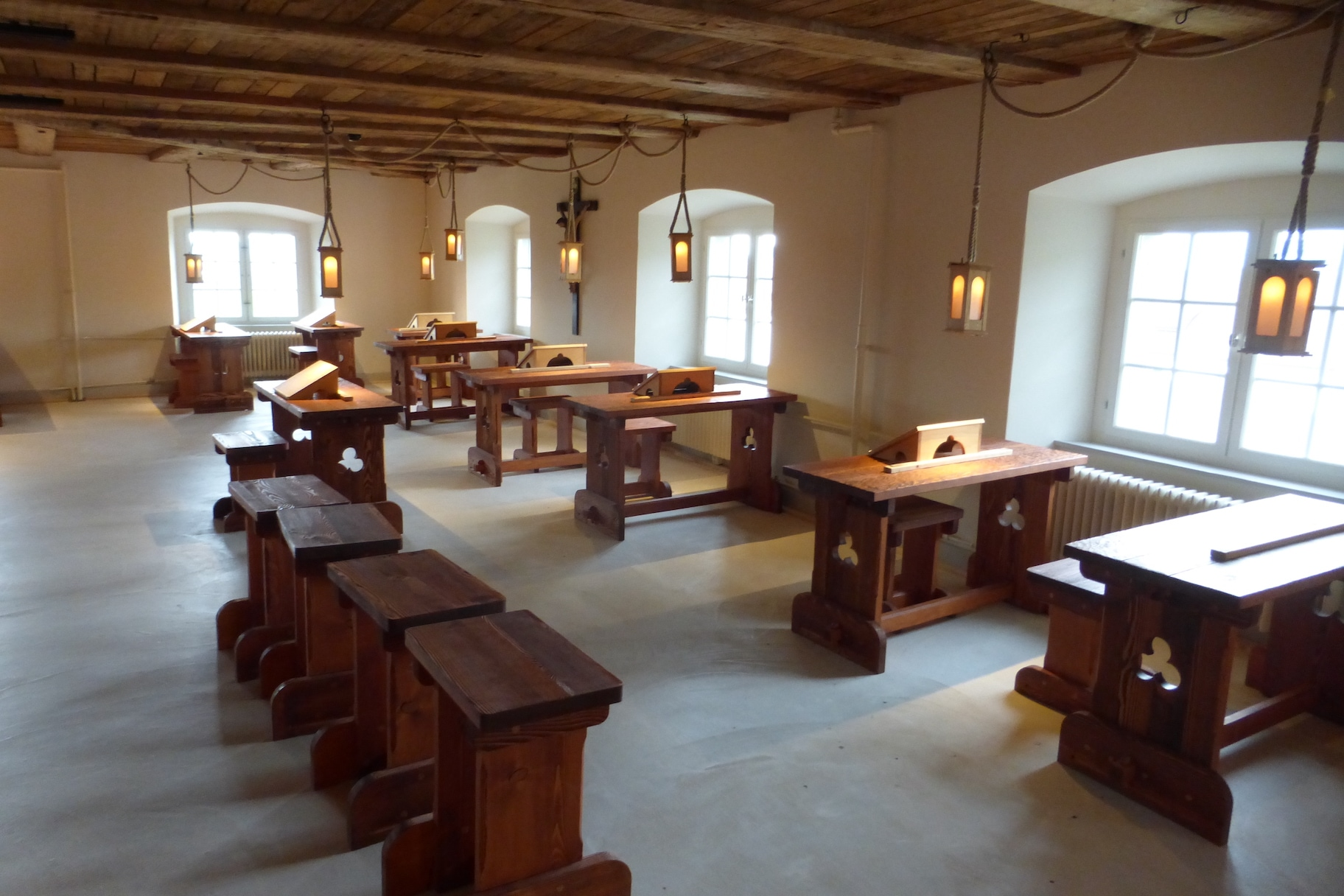
Reproduktion des alten Skriptoriums

Gegründet wurde die Bibliothek im Jahr 934. Das Kloster beherbergte bereits Mitte des 10. Jahrhunderts eine eigene Schreibschule; heute sind noch 64 Handschriften aus dieser Zeit erhalten. Daran erinnert das 2022 eingerichtete Skriptorium, in dem man sich über die Herstellung von Büchern im Mittelalter informieren sowie selbst mit Tinte und Federkiel schreiben kann. Eine eigene Druckerei erhielt das Kloster 1664, in der bis 1798 über 1000 Titel verlegt wurden. Die Bestände der Bibliothek wurden lange in den Kellern des Klosters aufbewahrt, so überstanden sie die zahlreichen Brände des Klosters unbeschadet. 1602 wurde durch den Abt Augustin I. Hofmann ein eigener Bibliotheksbau errichtet; der prächtige, im Rahmen von Führungen zu besichtigende Grosse Barocksaal entstand zwischen 1738 und 1740. Die Stuckarbeiten in Bandel- und Laubwerk sowie den Medaillons der Päpste und Kaiser an den Fensterleibungen schuf Josef Anton Feuchtmayer. Im Jahr 1998 wurde die Bibliothek zuletzt restauriert.

### Marstall

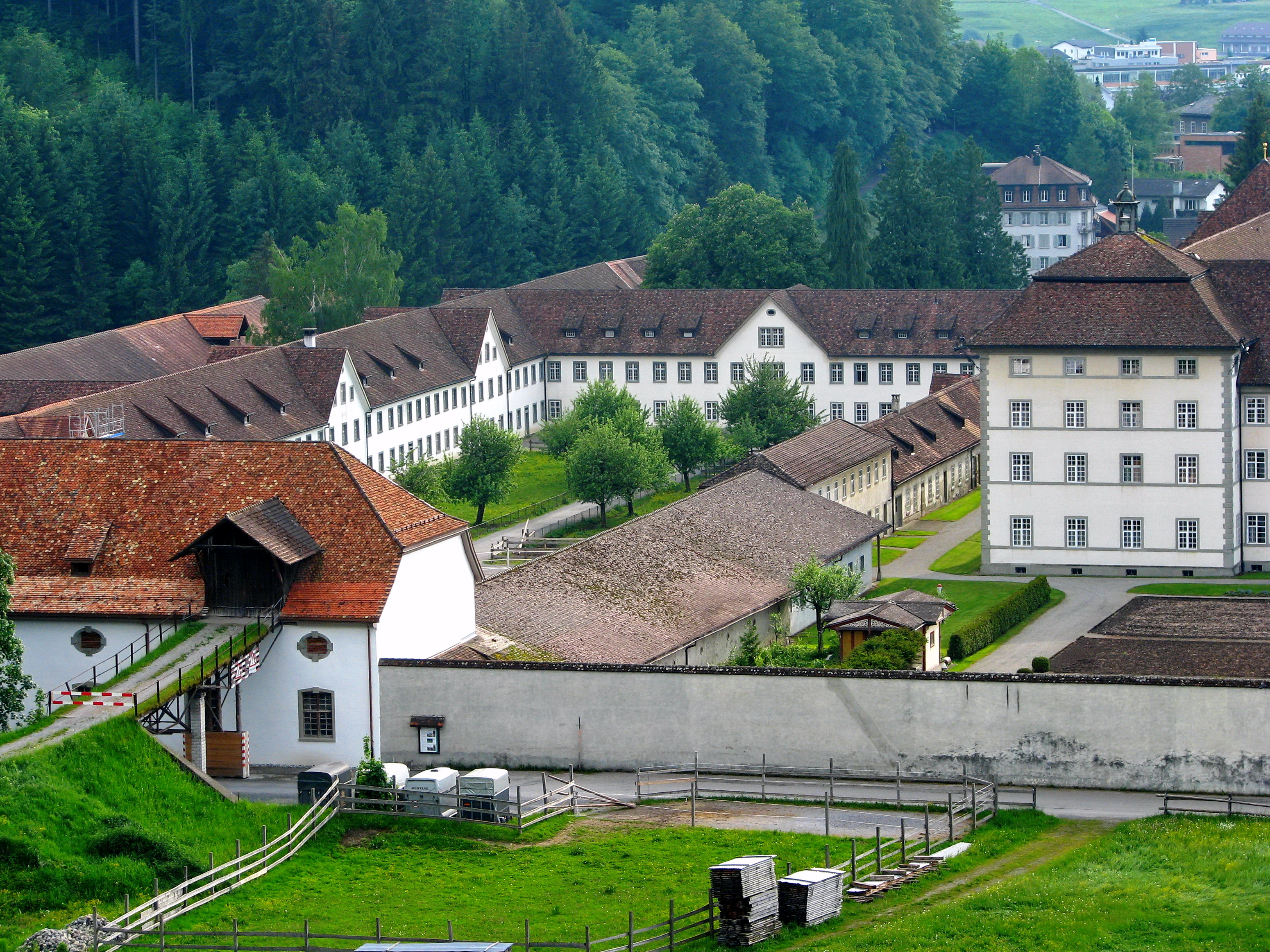
Marstall, Ansicht von Osten

Der 1765 erbaute barocke Marstall des Klosters beherbergt das älteste noch existierende Gestüt Europas, das seine Anfänge im 15. Jahrhundert hat. Die gezüchteten Pferde, die Cavalli della Madonna, gehören zu den Warmblütern. Der erste handschriftliche Hinweis auf die Pferdezucht findet sich in der Rechtsverleihung vom 24. Februar 1064 durch König Heinrich IV.

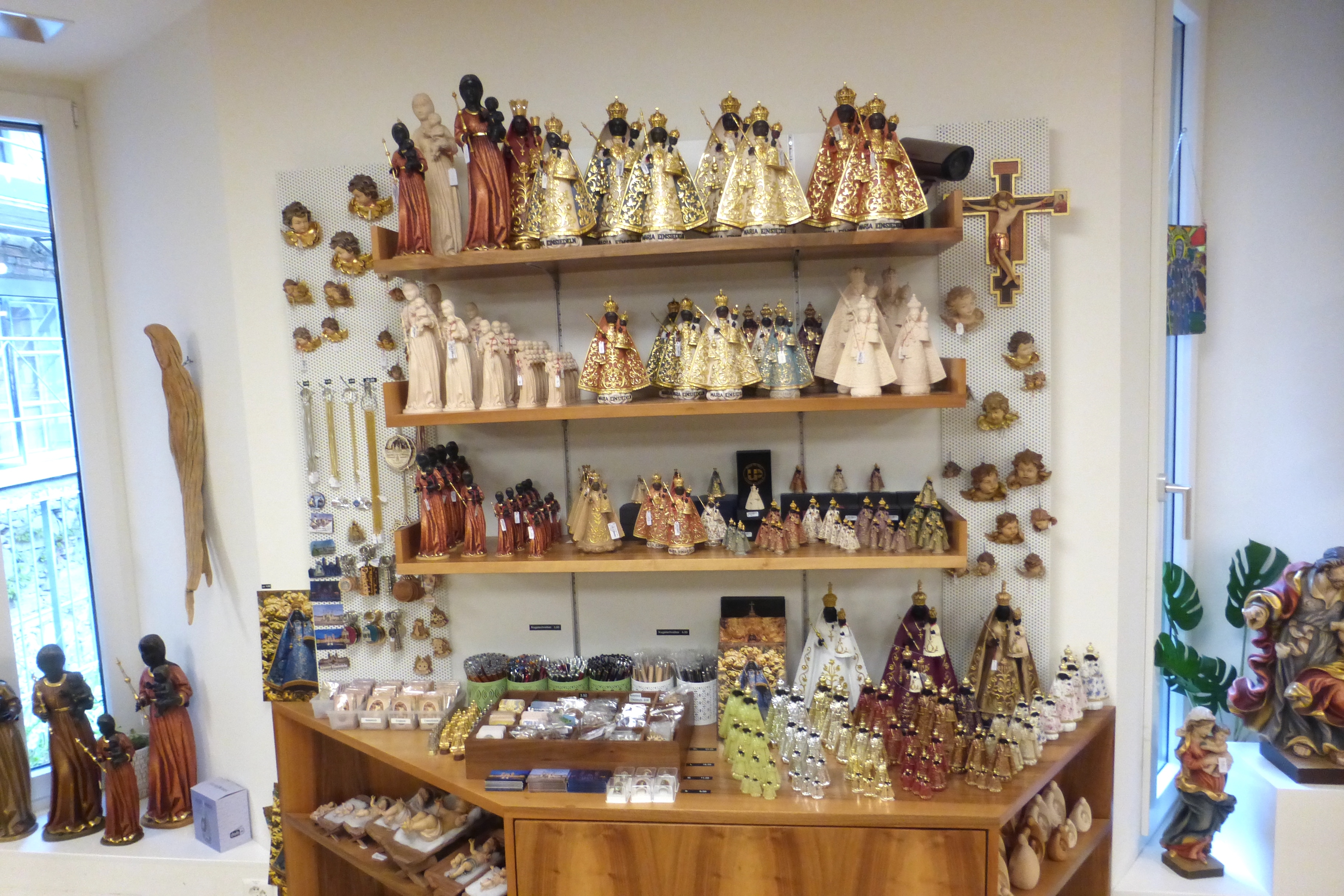
Klosterladen mit Devotionalien

### Klosterplatz
Im 14. Jahrhundert wurde ein Bebauungsverbot für den Bereich direkt vor dem Kloster erlassen, was das Übergreifen von Dorfbränden verhindern sollte. 1745 bis 1747 entstand nach Plänen des Mailänder Architekten Paolo Federico Bianchi unter Aufsicht des Bregenzer Baumeisters Johannes Rueff der Klosterplatz in der heutigen Form. Die Standbilder von Otto dem Grossen (links) und Heinrich II. (rechts) säumen den Treppenaufgang. 
Beidseits des Platzes schliessen sich halbkreisförmige Arkaden mit Devotionalienläden an. Dahinter erhebt sich die mächtige barocke Klosterfront mit den beiden 60 m hohen Türmen in ihrer Mitte, umrahmt von dreigeschossigen Konventflügeln.

### Marienbrunnen
Im Zentrum des Klosterplatzes befindet sich der Marienbrunnen, der auch Liebfraubrunnen oder Muttergottesbrunnen genannt wird. Er geht auf den Meinradsbrunnen von H. J. Kuen zurück, der den vierzehnröhrigen Brunnen zwischen 1684 und 1686 schuf. Die bronzene, kupfervergoldete Marienfigur gestaltete der Mailänder Bildhauer Domenico Pozzi 1752.
Wie alte Stiche belegen, war das ursprüngliche Farbenspiel hell-dunkel. 2013 wurde der Marienbrunnen restauriert und ist nun wieder in seinen anfänglichen Zustand gebracht. Alle paar Jahre muss die Färbung nachbearbeitet werden, damit diese nicht ergraut.

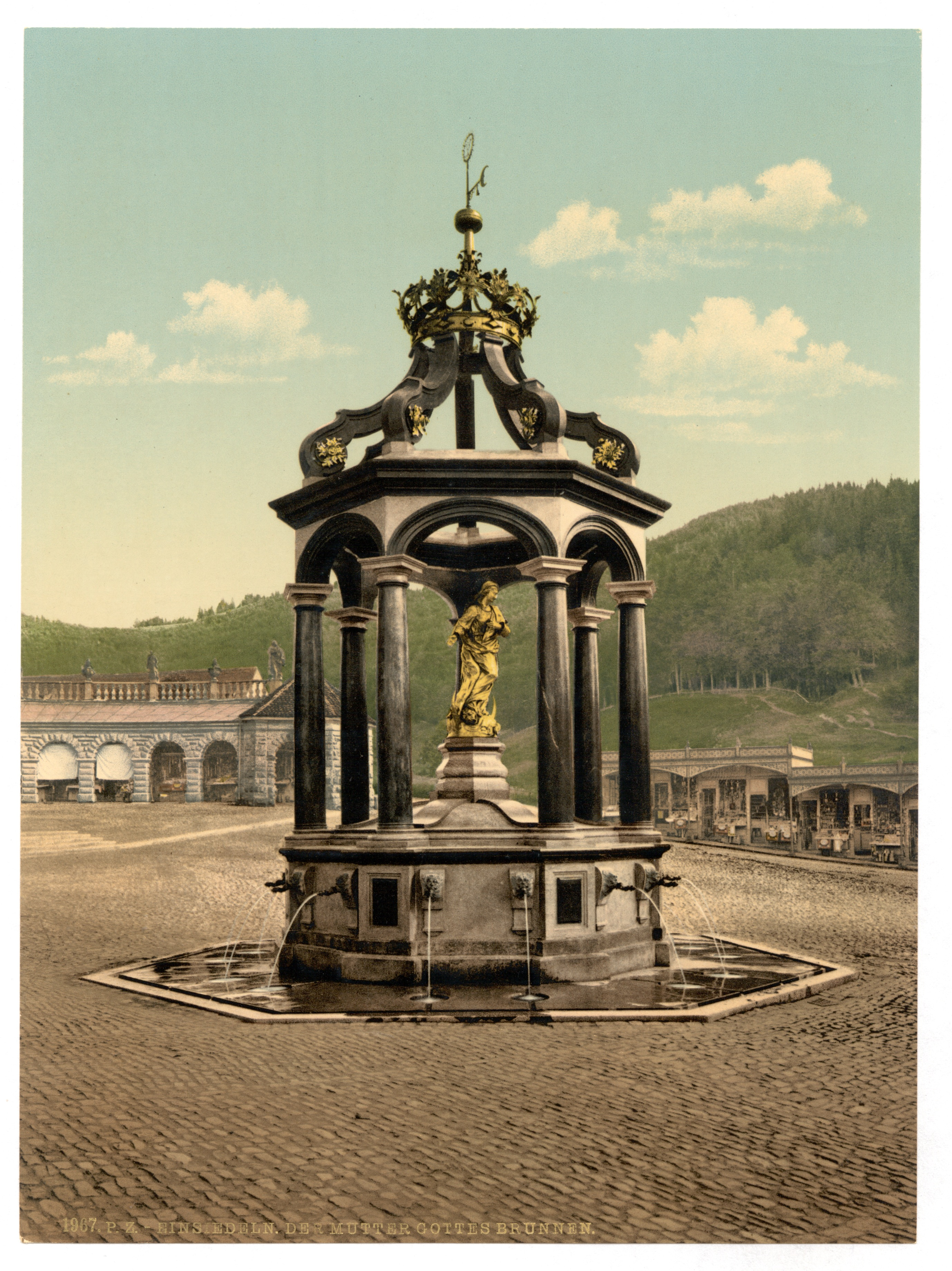
Marienbrunnen, Photochromdruck, zwischen 1890 und 1900
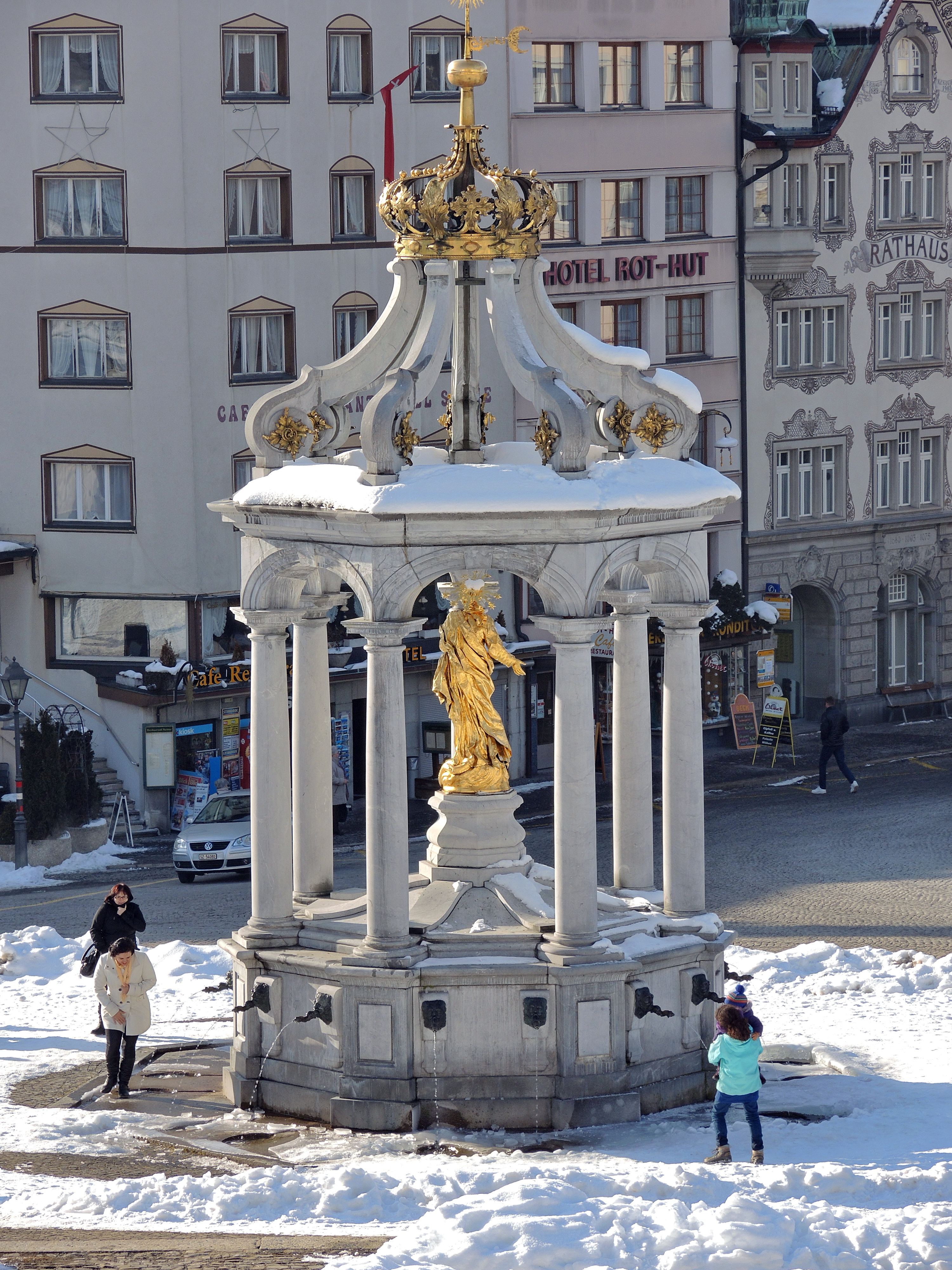
Marienbrunnen vor der Restauration
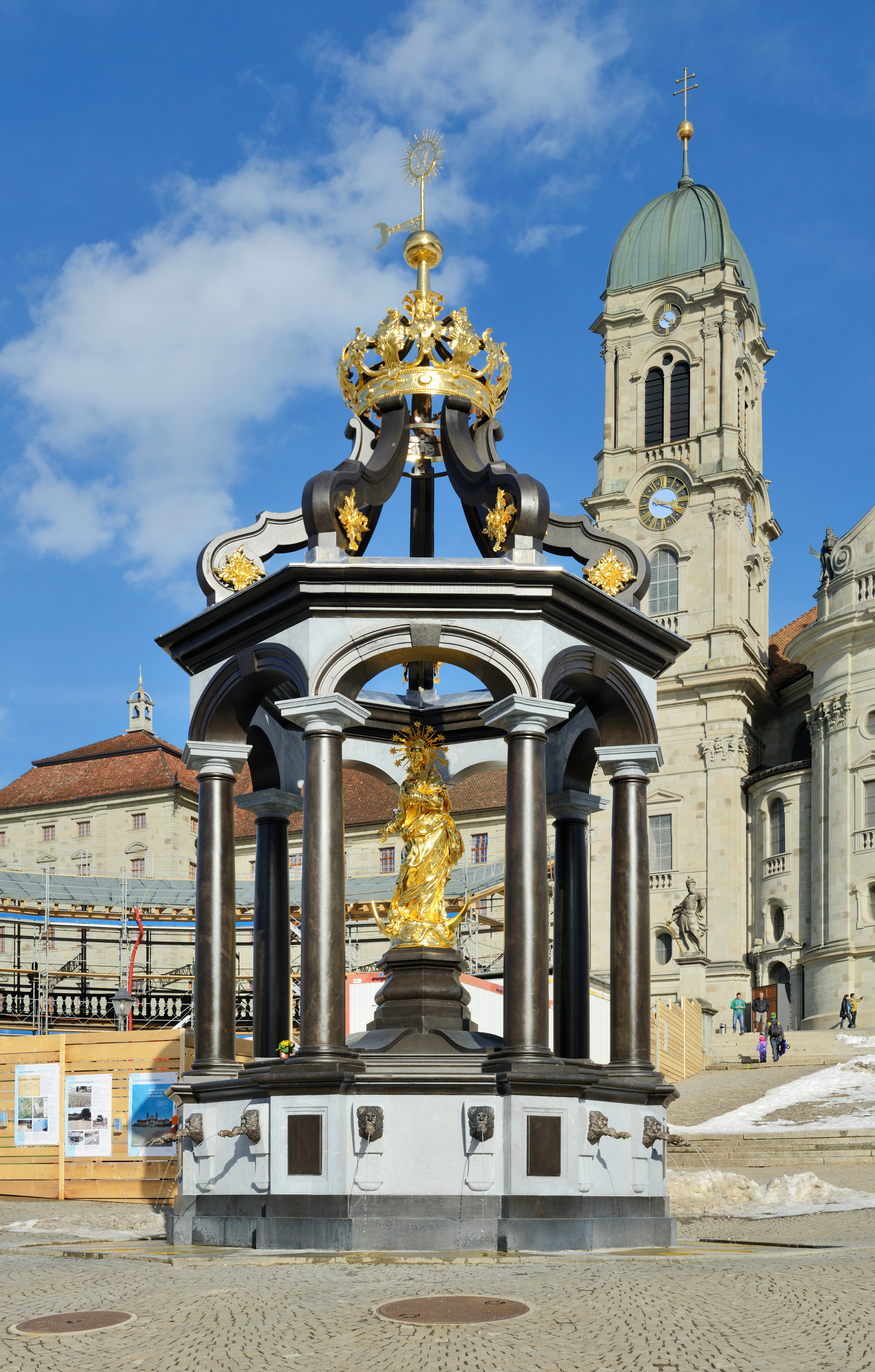
2013 restaurierter Marienbrunnen
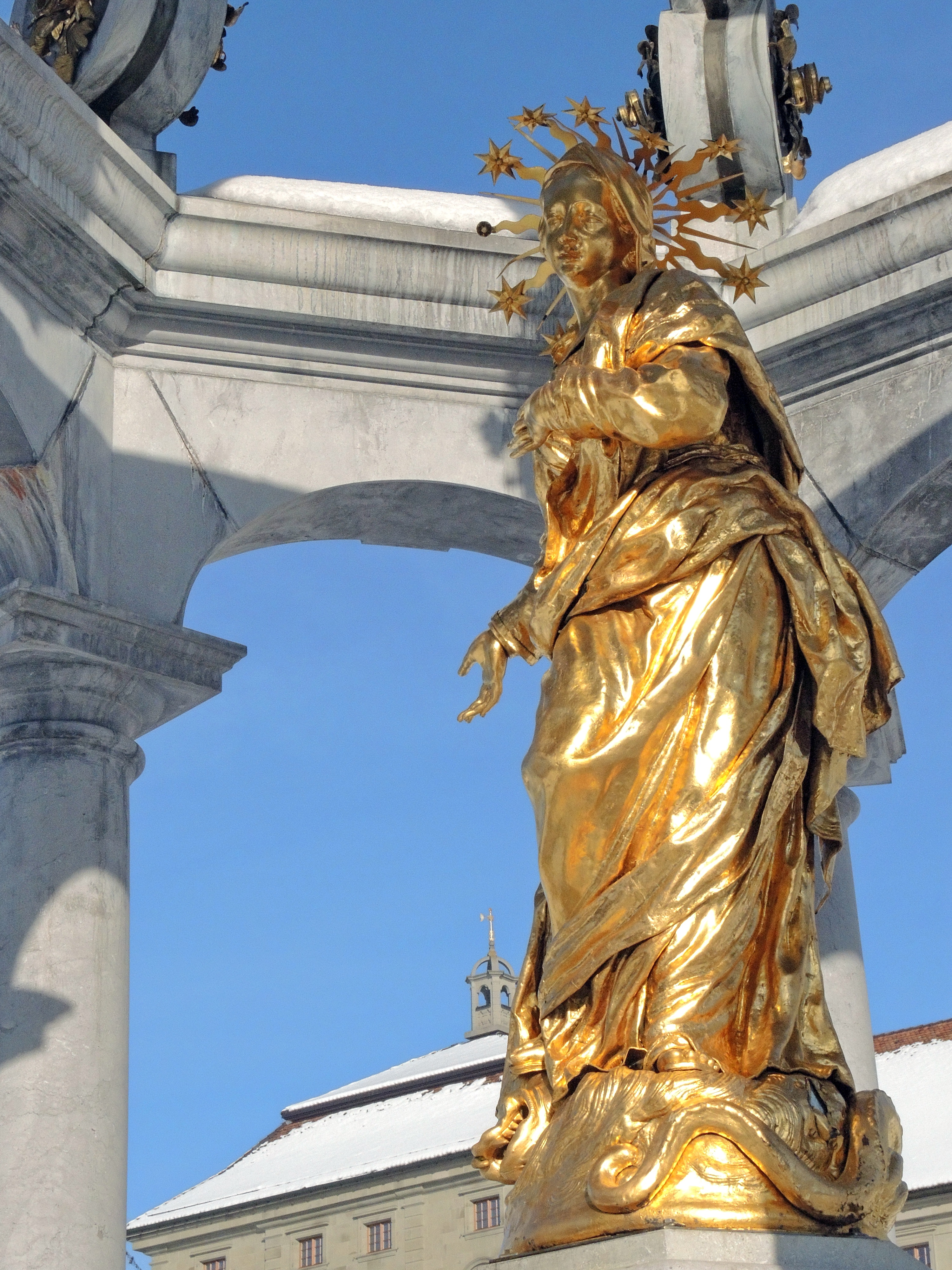
Marienfigur des Brunnens von Domenico Pozzi, 1752

### Schauplatz von Calderóns Welttheater
Der Platz ist Schauplatz und Spielort des Mysterienspiels Das große Welttheater, von 1924 bis 1992 in der Eichendorfschen Fassung von Pedro Calderón de la Barca, seither in speziell für Einsiedeln geschriebenen Neufassungen zeitgenössischer Autoren: 2000 und 2007 wurden Stücke von Thomas Hürlimann in der Inszenierung von Volker Hesse aufgeführt, 2013 ein Stück von Tim Krohn in der Inszenierung von Beat Fäh, 2024 wurde eine Version von Lukas Bärfuss in der Inszenierung von Livio Andreina gezeigt.

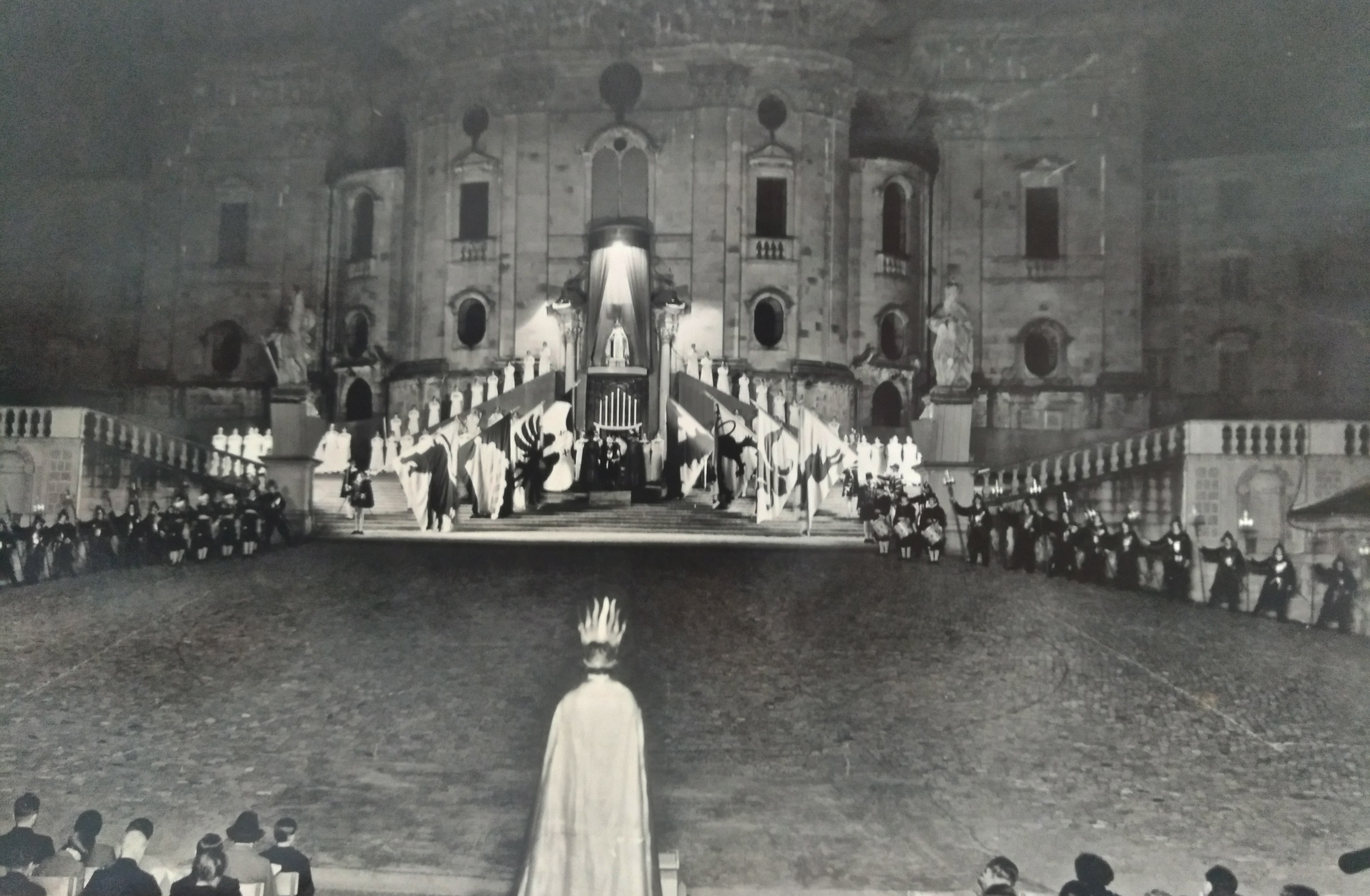
Welttheater Einsiedeln, Aufführung 1935
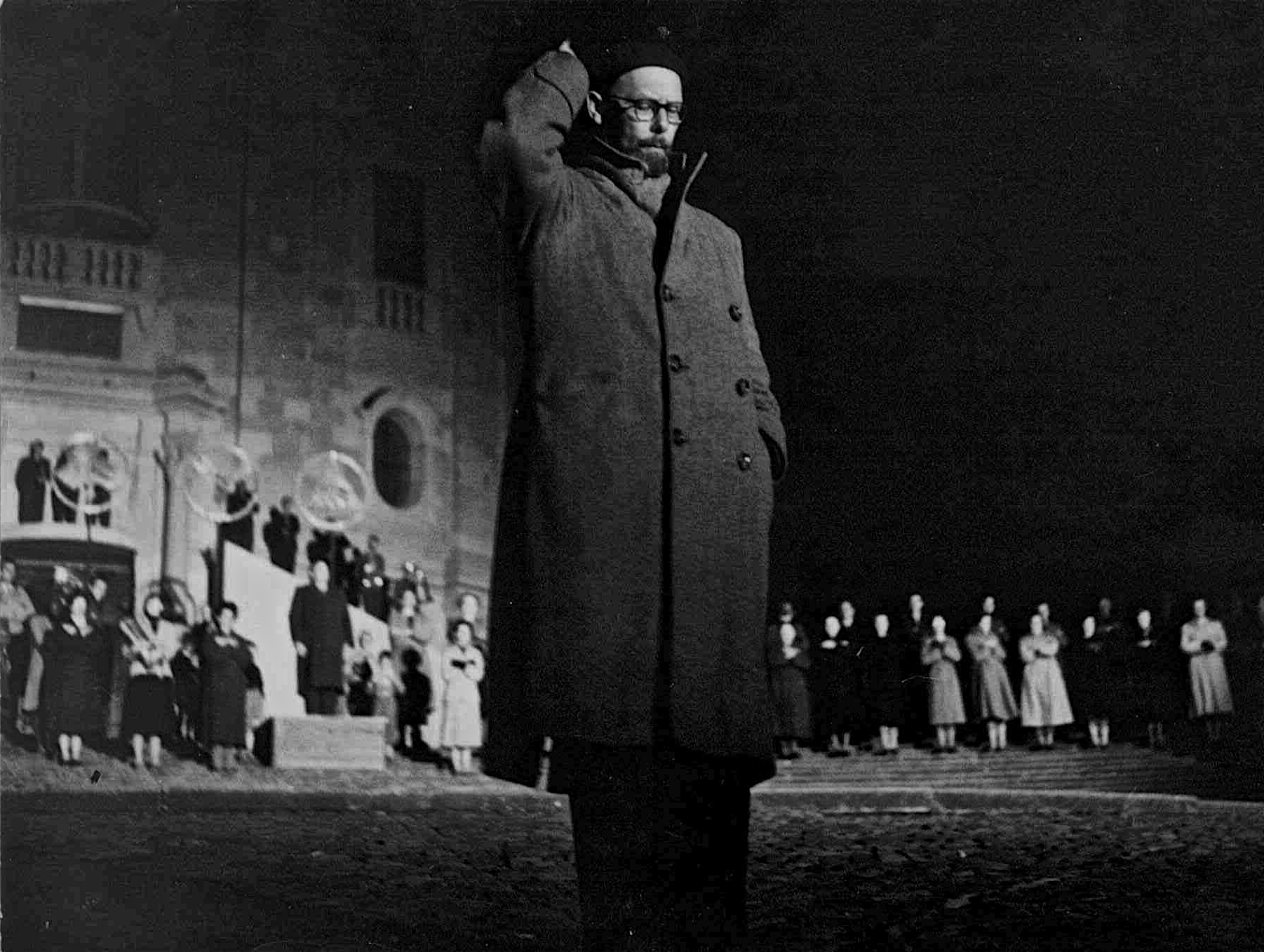
Oskar Eberle im Welttheater Einsiedeln, Aufführung 1950
Szene aus dem grossen Welttheater in Einsiedeln, Foto: Herbert Mäder, 1982
Szenenbild, Foto: Ders., 1982

### Sanierung des Platzes
Das Kloster nahm 2007 die Sanierung des Klosterplatzes in Angriff. Diese ist mehrheitlich abgeschlossen. Aufgrund einer Einsprache ist die Pflästerung in einem Teil des Platzes noch nicht fertiggestellt. In den nördlichen Arkaden entstand neu ein Pilgerunterstand. Zudem wurde die Meinradsquelle erschlossen. In den südlichen Arkaden sind die Milchmanufaktur sowie die Schnyder Kerzen eingezogen.

## Klosterkirche

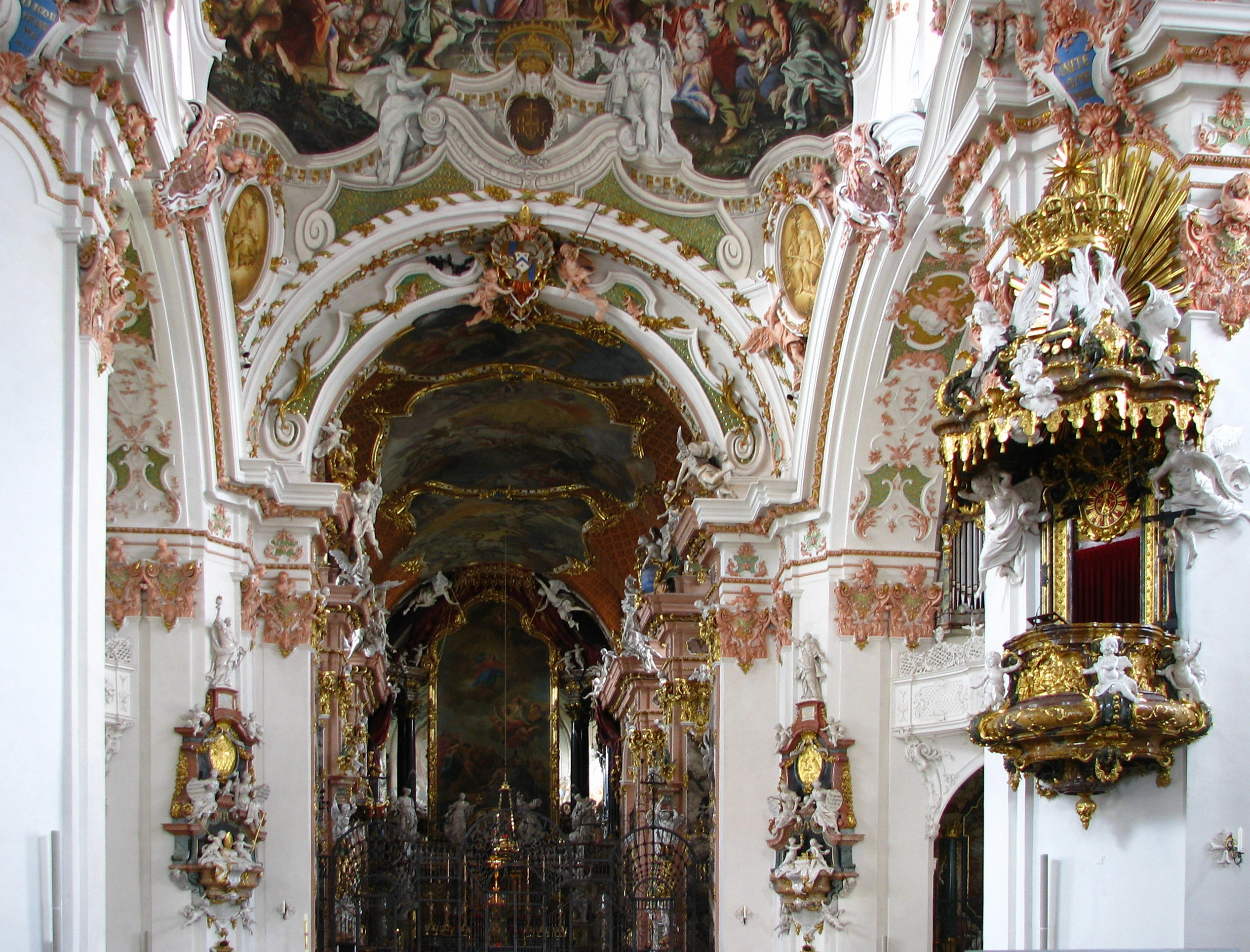
Kirchenschiff, 2009

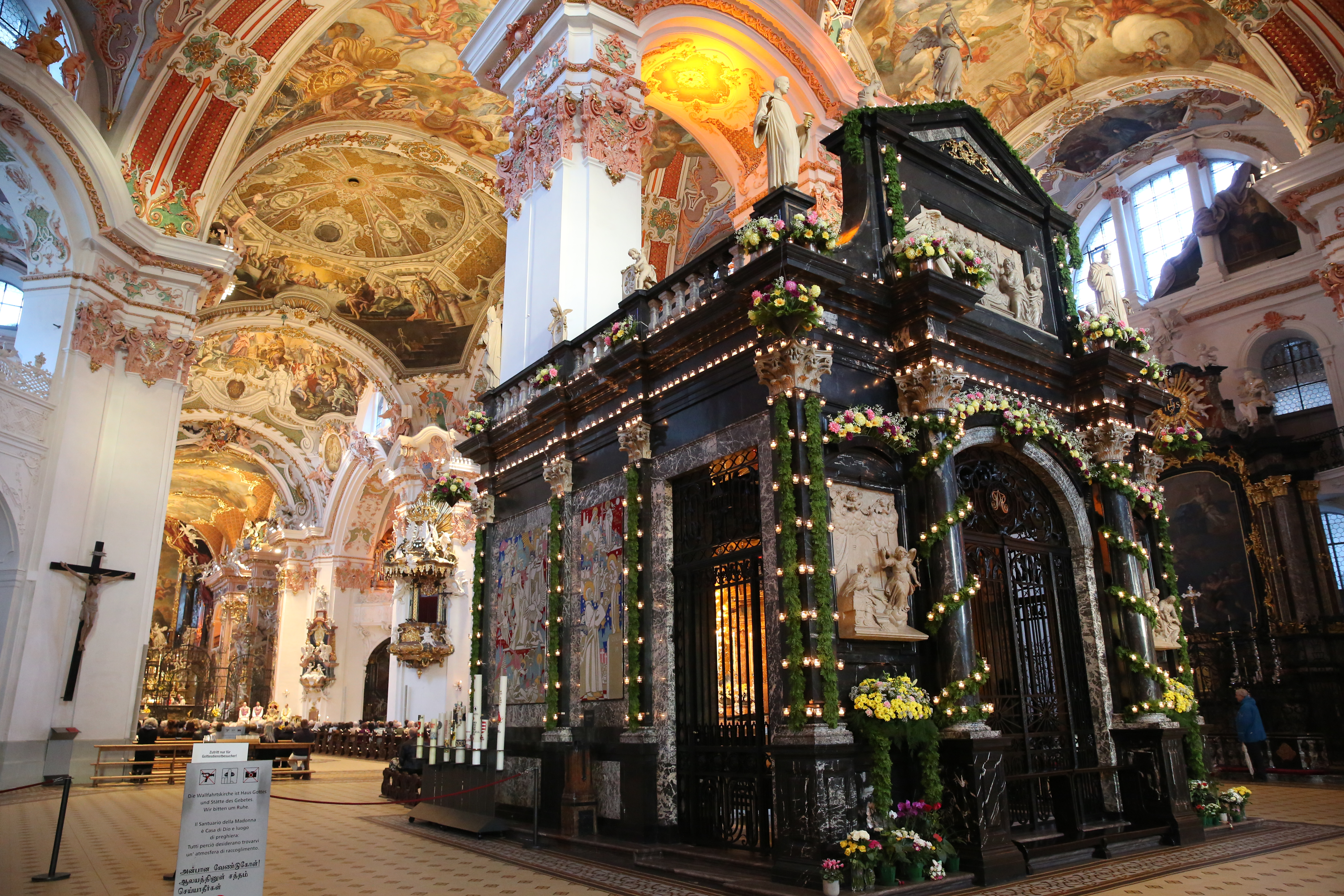
Gnadenkapelle, 2015

Zentrales Bauwerk des Klosters ist die doppeltürmige Stiftskirche, die zwischen 1719 und 1735 nach den Plänen von Bruder Caspar Moosbrugger entstand. Grundsteinlegung war bereits 1704, 1719 wurden die Fundamente gelegt, 1723 stand die Kirche im Rohbau, 1735 fand die Weihe statt. Die Klosterkirche Einsiedeln gilt als die bedeutendste Barockkirche der Schweiz.
Der ersten Kirche aus dem Jahr 948 und den jeweiligen Neubauten nach verschiedenen Bränden bis 1465 folgte der Neubau mit dem Chor der Münsterkirche durch Bauvertrag von 1674 mit dem Vorarlberger Baumeister Johann Georg Kuen. Der Stuckplastiker Giacomo Neuroni aus Lugano arbeitete mit seinem Bruder Pietro Neuroni im Chor der Stiftskirche. Die Beichtkirche wurde 1680 unter Johann Georg Kuen errichtet und stukkiert von Pietro Neuroni, der Chor angebaut unter Caspar Moosbrugger.
Der nach Osten ausgerichtete Gesamtbau beherbergt in seinem Innern die Gnadenkapelle mit der Schwarzen Madonna im westlichen Eingangsbereich. Es war der erste Bauteil, der 1682 durch Caspar Moosbrugger ausgeführt wurde. Die Gnadenkapelle wurde nach ihrer Zerstörung 1798 erst in den Jahren 1815 bis 1817 wieder aufgebaut.
Beherrschendes Raumelement sind das zentrale Oktogon mit Querarmen, in denen Altäre stehen, und Kapellen in den Diagonalseiten. In der Mitte erheben sich zwei Freipfeiler, die die riesige Gewölbefläche stützen. Nach Osten folgen zwei weitere Kuppelräume, der erste wird wieder durch Querarme mit Altären erweitert, der zweite führt zum eingezogenen, von einem Chorgitter abgetrennten Chor. Dieser besteht aus zwei Jochen und einem Altarhaus und wird von einer Stichkappentonne gedeckt.
Im Jahr 1719 wurde zuerst das Obere, dann auch das Untere Münster erneuert unter dem bereits unter Johann Georg Kuen tätigen Klosterbruder Caspar Moosbrugger. Die Deckengemälde und der Stuck wurden 1724–1726 von den Brüdern Cosmas Damian Asam und Egid Quirin Asam geschaffen. Weitere Figuren und die Putti am Orgelprospekt (1749) im Kuppelraum schuf Johann Baptist Babel. Zwischen 1749 und 1751 nach Entwurf von Giuseppe Torricelli und Gian Antonio Torricelli aus Lugano errichtete der Altarbildhauer und Erzgiesser Domenico Pozzi aus Mailand den Hauptaltar. Die lebensgrossen Figuren aus Glanzstuck an den Seitenaltären stammen von Diego Carlone aus Scaria, heute Teil von Lanzo d’Intelvi (I) nahe der Schweizer Grenze. Die Ölgemälde Tod des Hl. Benedikt und Die Muttergottes erscheint dem Hl. Meinrad schuf dessen Bruder Carlo Carlone. Der Stuckmarmor der Altäre (1730) stammt von Josef Anton Feuchtmayer. 1730 bis 1743 schuf Diego Francesco Carlone 16 Statuen, die allegorischen Verzierungen der acht alten Altäre im Hauptschiff sowie die beiden Grabdenkmäler über der Gruft der Fürstäbte. Den Stuck und Figuren im unteren Chor erneuerte 1746 bis 1750 der Malerbaumeister und Stuckateur Franz Anton Kraus aus Augsburg. Die umfassende Restaurierung der Kirche zwischen 1975 und 2001 versuchte, den durch frühere Renovierungen teilweise verfälschten Eindruck des ursprünglichen barocken Zustands wiederherzustellen.

### Orgeln
In der Klosterkirche Einsiedeln befinden sich heute vier Orgeln. Sie sind nur zum Teil vom Kirchenschiff aus sichtbar: die «Marienorgel» (vorne links), die «Mauritiusorgel» (vorne rechts), die «Psallierorgel» (im Unteren Chor) sowie die Chororgel (im Oberen Chor). Die Chororgel stammt ursprünglich aus dem Jahr 1754 und wurde zuletzt in den 1980er Jahren restauriert. Die «Marienorgel» wurde 1988 nach Registervorlagen aus dem 18. Jahrhundert neu gebaut, die «Mauritiusorgel» wurde 1994 erbaut. Beide letztgenannten Instrumente stammen von der Schweizer Firma Mathis Orgelbau (Näfels). In den Gottesdiensten sowie in Konzerten werden die Orgeln zum Teil gleichzeitig bespielt.

## Glocken
Die Klosterkirche Einsiedeln besitzt einen Bestand von zwölf Glocken. Das grosse Hauptgeläut in den beiden Türmen bei der Hauptfassade besteht aus vier Glocken von verschiedenen lothringischen Giessern. Vier weitere Glocken wurden 1941 eingeschmolzen, da sie aus damaligem Verständnis nicht dazu passten und einige schon gesprungen waren. Diese wurden durch qualitativ bessere Neugüsse der Firma Rüetschi aus Aarau ersetzt. Damit besitzt Einsiedeln ein in der Tonfolge in der Schweiz auch charakteristisch einzigartiges Geläut. An hohen Festtagen wird das Hauptgeläut mit den vier kleinen Glocken der beiden noch vorhandenen Dachreiter ergänzt. Auf dem Klosterplatz sind jedoch nur jene des Dachreiters der Gnadenkapelle und die grossen Glocken in den beiden Haupttürmen zu hören.

## Gemeinschaft

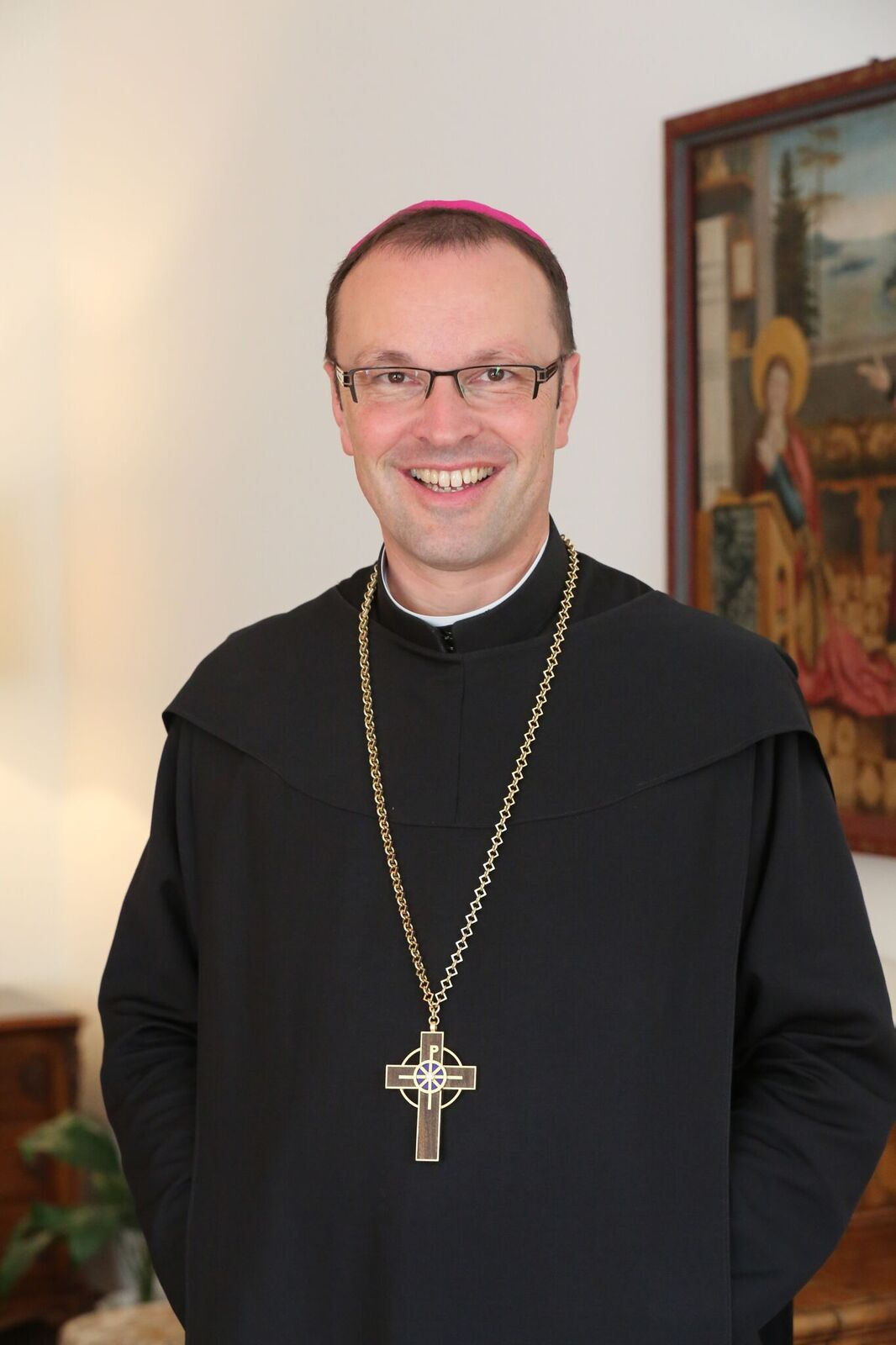
Urban Federer, Abt im Kloster Einsiedeln, vor 2017

Die Einsiedler Klostergemeinschaft umfasst derzeit 40 Mönche (Stand: Januar 2025). Durch kontinuierliche Neueintritte auch in den letzten Jahren ist das Durchschnittsalter (sowie der Median) mit knapp 60 Jahren vergleichsweise tief. Nach dem Zweiten Vatikanischen Konzil wählte die Gemeinschaft in liturgischer Hinsicht einen Mittelweg, indem sie liturgische Neuerungen aufnahm, gleichzeitig aber auch Latein als teilweise benützte Liturgiesprache beibehielt. Auch in kirchenpolitischer Hinsicht ist die Gemeinschaft bis heute für einen Mittelweg bekannt, der Extreme vermeidet. Die Liturgie ist teilweise über einen Livestream mitzufeiern (Eucharistiefeier, Vesper, Komplet).
Die Klostergemeinschaft informiert über die eigene Zeitschrift Salve über Aktuelles und gibt auf den sozialen Medien Einblick in ihren Alltag. Auf Instagram hat das Kloster die grösste Followerschar aller religiösen Gemeinschaften im deutschsprachigen Raum (14‘300 Follower, Stand: August 2025). Auch vor Ort ist es möglich, einen Einblick ins Klosterleben zu gewinnen. Neben ganzjährlich möglichen Gastaufenthalten im Sinne einer persönlichen Auszeit gibt es verschiedene Angebote hierzu: Mehrmals im Jahr lernen Studenten zusammen eine Woche lang im Kloster oder schreiben eine Arbeit, während Mitte August das «Sommerkloster» 18- bis 35-jährige Männer zu einer gemeinsamen Woche zusammenbringt. Die «Klosterzeit» wiederum bietet Männern zwischen 18 und Anfang 30 die Möglichkeit, nicht nur in Einsiedeln, sondern in einer Reihe verschiedener Benediktinerklöster weltweit sechs bis zwölf Monate mitzuleben und mitzuarbeiten.
Vorsteher der Gemeinschaft ist seit Dezember 2013 Abt Urban Federer. Als Abt von Einsiedeln ist er ordentliches Mitglied der Schweizer Bischofskonferenz.

## Aktivitäten

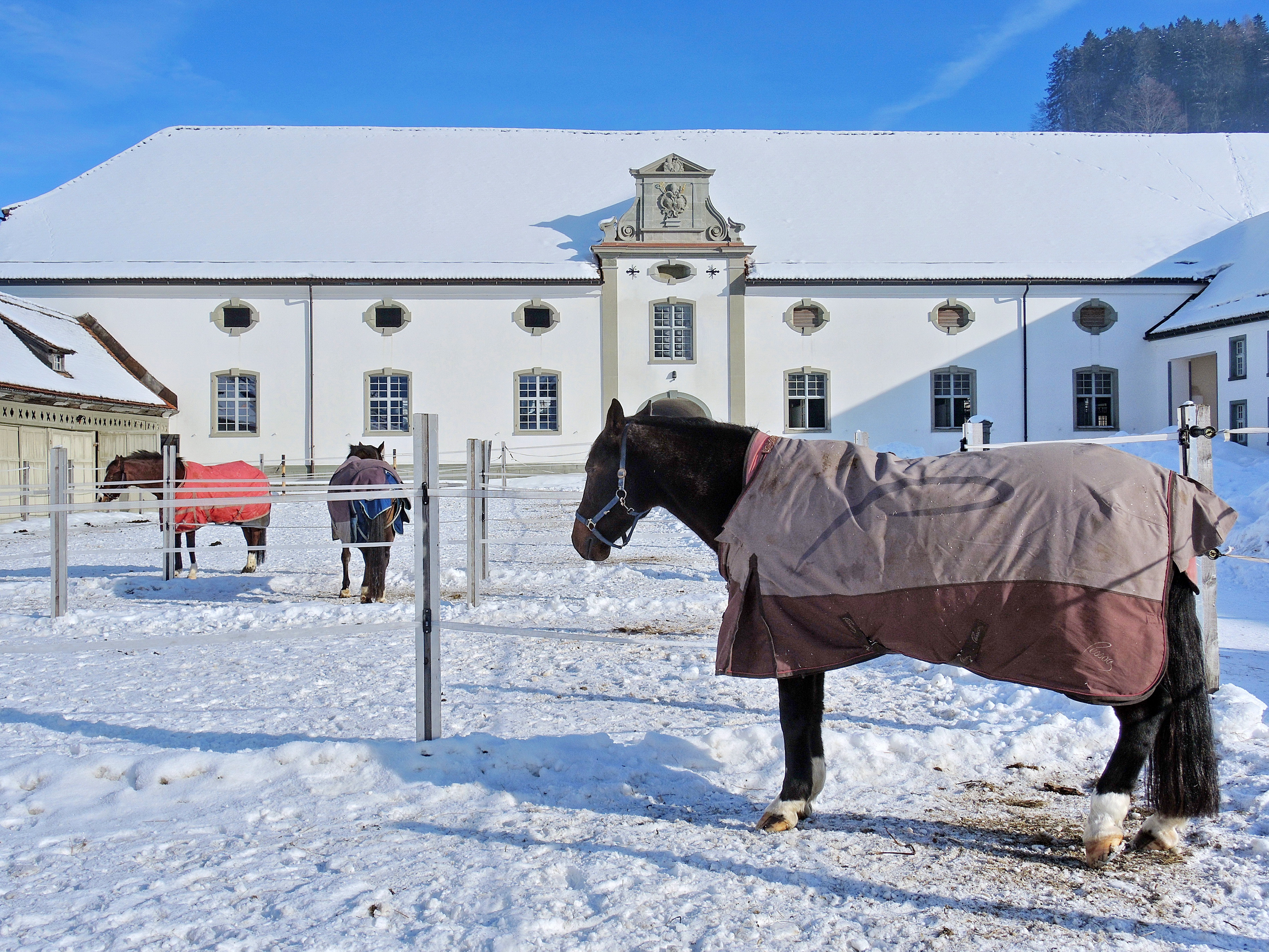
Pferde der Rasse Cavalli della Madonna, Marstall des Klosters Einsiedeln

Neben der Betreuung der Wallfahrt, der Pferdezucht der Rasse Cavalli della Madonna, dem Weinanbau, der Holzverarbeitung und der Wahrung zahlreicher Kulturgüter (Codices, Bauten) ist die Klosterschola bekannt, welche lange unter der Leitung von Pater Roman Bannwart stand. Verschiedene Mönche sind in der Pfarreiseelsorge tätig.

### Stiftsschule

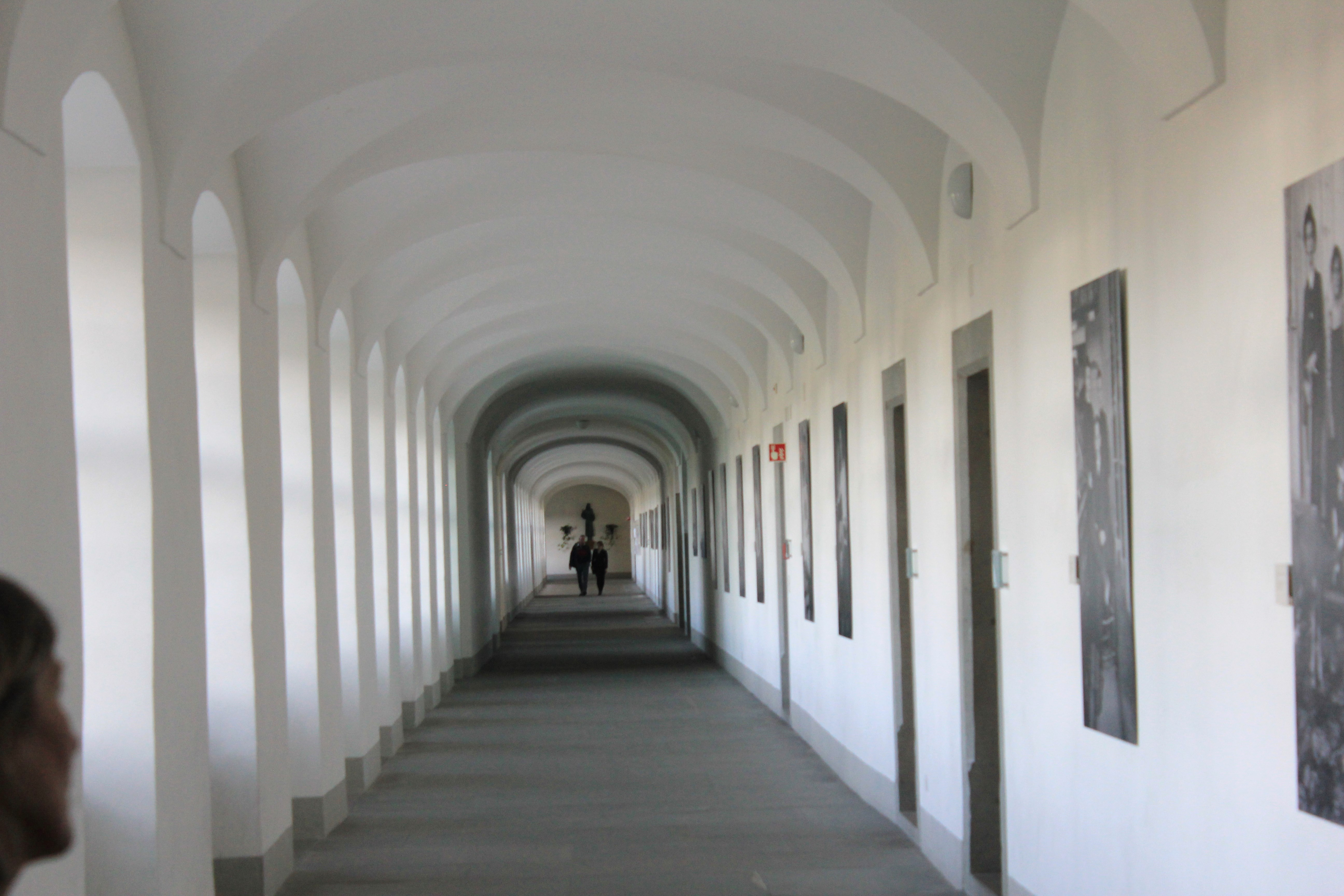
Gang im Schultrakt der Stiftsschule Kloster Einsiedeln

Eine wichtige Aufgabe der Gemeinschaft ist seit je die eigene Schule, die Stiftsschule Einsiedeln, die heute von gut 420 Mädchen und Jungen besucht wird (Stand: Sommer 2025). Als halbprivat geführtes, humanistisch geprägtes Gymnasium mit angegliedertem Internat, einer Maturitätsschule mit eidgenössischer Anerkennung, übernimmt die Schule bis heute einen wichtigen Bildungsauftrag.
Die Alumni Scholae Einsidlensis ist die 2005 gegründete Ehemaligenorganisation der Stiftsschule Einsiedeln, die nach dem Vorbild führender Hochschulen ein Alumni-Netzwerk für die Absolventen sowie Lehrpersonen der Stiftsschule Einsiedeln organisiert. Der Verein umfasst über 1'300 Mitglieder (Stand: 2023).

### Innovative Angebote
In den letzten Jahren machte das Kloster immer wieder durch verschiedene innovative Angebote auf sich aufmerksam, etwa durch das «Sommerkloster» für 18- bis 35-jährige Männer oder durch eine moderne Schnitzeljagd über das Klostergelände namens «Monkstrail», bei der die Teilnehmenden selbständig die Welt der Einsiedler Mönche entdecken können.
Ende März 2018 lancierte es das Projekt «Klosterzeit», das Männern zwischen 18 und Anfang 30 die Möglichkeit bietet, einen 6- bis 12-monatigen Freiwilligeneinsatz in verschiedenen Benediktinerklöstern weltweit zu absolvieren.

### Skriptorium
Ende Mai 2022 eröffnete es oberhalb der barocken Stiftsbibliothek ein Skriptorium. Neben dem musealen Teil mit Ausstellungsstücken zur Geschichte der Schrift und der mittelalterlichen Herstellung von Büchern erhalten Besuchende hier in Workshops auch Einblick in das Schreiben alter Schriften mit Feder und Tinte.

### Kellerei Kloster Einsiedeln
Als Hommage an den Graffiti- und Streetart-Künstler Harald Naegeli produzierte die Kellerei Kloster Einsiedeln in Zusammenarbeit mit dem Sprayer von Zürich 2022 Weine mit Flaschendesigns nach seinen Sprayzeichnungen, darunter einen Schweizer Federweisser aus Pinot Noir-Trauben mit dem Sujet «Flamingo» und einen Cuvée mit dem Sujet «Totentanz» sowie weiteren Motiven.

## Klosterliegenschaften und Ländereien

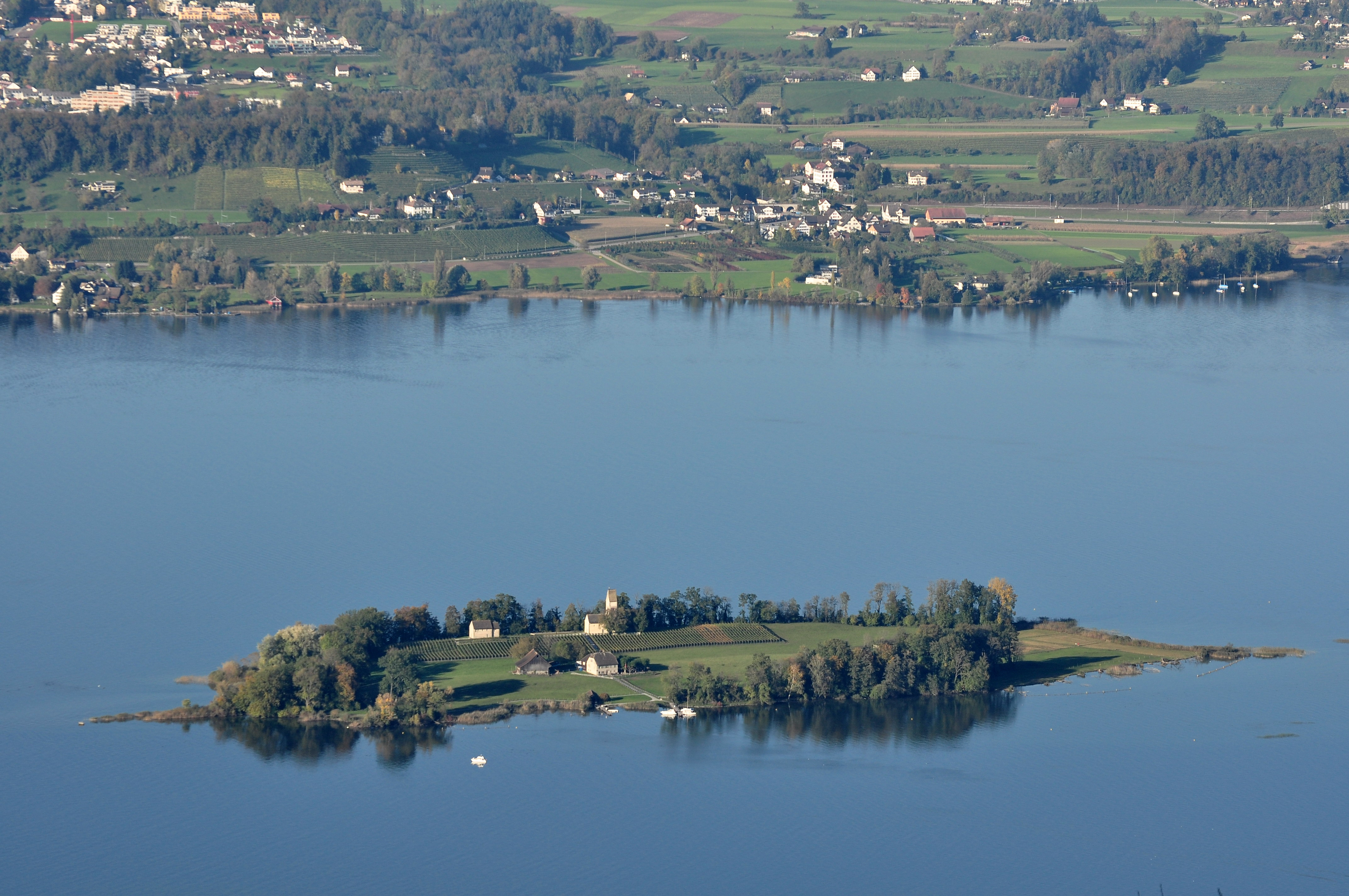
Insel Ufenau, Ansicht vom Etzel

Zum Kloster Einsiedeln gehört aus bedeutenden mittelalterlichen Schenkungen nebst weiteren Ländereien seit 1130 das Kloster Fahr (mit dem es ein Doppelkloster bildet). Zu den weiteren Besitzungen gehört seit 965 die Insel Ufenau im Zürichsee sowie die Landzunge Endingen in Rapperswil, auf der das Einsiedlerhaus (um 981 erbaut und in Einsiedler Besitz) und das Kapuzinerkloster samt Klostergarten stehen. Ebenfalls im Besitz des Klosters befindet sich das Kloster Werd, das an die Franziskaner (OFM) verpachtet ist. Das Kloster Einsiedeln ist der grösste private Grundbesitzer in der Schweiz. Es besitzt rund 2'140 Hektar Land in fünf Kantonen (Schwyz, Aargau, Zürich, Thurgau und St. Gallen). In Österreich gibt es die Propstei Sankt Gerold und die 1842 inkorporierte Pfarrkirche hl. Antonius Abt in Düns, beide auf dem Gebiet von Walsergemeinden in Vorarlberg. Früher waren auch der Gottschalkenberg sowie das Schloss Sonnenberg im Besitz des Klosters.

## Bekannte Personen
- Wolfgang von Regensburg (* um 924; † 994), Bischof von Regensburg
- Albrecht von Bonstetten (* um 1442/1443; † etwa 1504), Dekan des Klosters und Frühhumanist
- Huldrych Zwingli (1484–1531), Leutpriester am Kloster 1516–1519, später Reformator
- Augustin Hofmann (1556–1629), Fürstabt und Stiftsorganist
- Christoph Hartmann (1565–1637), Bibliothekar und Historiker des Klosters
- Bernhard Waibel (1617–1699), Subprior, Professor
- Chrysostomos Stadler (1665–1721), Benediktinerpater, war am «Stadlerhandel» beteiligt
- Felix Ludwig von Weber (1713–1773), Kanzler des Klosters Einsiedeln
- Marian Herzog (1758–1828), Mönch, Professor, Archivar und Bibliothekar am Kloster
- Johann Andreas Stähelin (1794–1864), Politiker (Schüler)
- Anselm Schubiger (1815–1888), Komponist, Musikhistoriker, Kapellmeister im Kloster und Hymnologe
- Albert Kuhn (1839–1929), Theologe, Kapitular des Stiftes Maria-Einsiedeln und Professor für Kunstgeschichte
- Meinrad Eugster (1848–1925), Laienbruder, «Ehrwürdiger Diener Gottes»
- Raymund Netzhammer (1862–1945), Erzbischof von Bukarest
- Damian Buck (1871–1940), Naturforscher und Pädagoge
- Theodor Schwegler (1887–1967), Theologe und Priester
- Benno Gut (1897–1970), Abtprimas der Benediktiner, Kurienkardinal
- Roman Bannwart (1919–2010), Theologe, Priester und Musiker (Schüler und Lehrer)
- Joachim Salzgeber (1926–2012), Pädagoge und Autor
- Magnus Löhrer (1928–1999), Professor für Dogmatik
- Kassian Etter (1929–2009), Präfekt des Internates
- Martin Werlen (* 1962), 2001–2013 Abt
- Urban Federer (* 1968), Abt seit 2013

## Ausstellung
- 2017–2018: Kloster Einsiedeln. Pilgern seit 1000 Jahren, Landesmuseum Zürich

## Filmdokumentationen
- Die Schweizer#Werner Stauffacher – Die Schlacht am Morgarten, vierteilige Dokumentation des Schweizer Fernsehens, 2013.